# Accidente de Chernóbil
El accidente de Chernóbil fue un accidente nuclear ocurrido el sábado 26 de abril de 1986 en la central nuclear Vladímir Ilich Lenin ubicada en el norte de Ucrania, que en ese momento pertenecía a la Unión Soviética, a 2,7 km de la ciudad de Prípiat, a 18 km de la ciudad de Chernóbil y a 17 km de la frontera con Bielorrusia. Es considerado el peor accidente nuclear de la historia, y junto con el accidente nuclear de Fukushima I en Japón en 2011, como el más grave en la Escala Internacional de Sucesos Nucleares (accidente mayor, nivel 7). Asimismo, suele ser incluido entre los grandes desastres medioambientales de la historia.
El accidente comenzó durante una prueba de seguridad en un reactor nuclear tipo RBMK. La prueba fue una simulación de un corte de energía eléctrica para ayudar a crear un procedimiento de seguridad para mantener la circulación del agua de enfriamiento del reactor 4 hasta que los generadores eléctricos de respaldo pudieran suministrar energía. Se realizaron tres de esas pruebas desde 1982, cada una de ellas sin éxito. En un cuarto intento, una demora inesperada de 10 horas significó que un turno operativo no preparado estaba de servicio.
Las causas y desarrollo del accidente aún siguen siendo objeto de controversia. Existe un consenso general, el cual supone que desde el día anterior se venía realizando una prueba que requería reducir la potencia. Durante dicha prueba se produjeron una serie de desequilibrios en el reactor 4 de esta central nuclear, mismos que desembocaron en el sobrecalentamiento descontrolado del núcleo del reactor nuclear y en una o dos explosiones sucesivas, seguidas de un incendio que despedía gases con altos niveles de radioactividad. Las explosiones volaron la tapa del reactor 4 de 1200 toneladas y expulsaron grandes cantidades de materiales radiactivos a la atmósfera, formando una nube radiactiva que se extendió por 162 000 km² que abarcaron Europa y América del Norte. La cantidad de dióxido de uranio, carburo de boro, óxido de europio, erbio, aleaciones de circonio y grafito expulsados, materiales radiactivos o tóxicos, se estimó que fue unas 500 veces mayor que la liberada por la bomba atómica arrojada por Estados Unidos en Hiroshima en 1945, causó la muerte de 31 personas en las siguientes dos semanas y llevó al Gobierno de la Unión Soviética a la evacuación de urgencia de 116 000 personas, provocando una alarma internacional al detectarse radiactividad en al menos 13 países de Europa central y oriental.
La explosión del reactor mató a dos miembros del personal operativo del reactor. Se inició una gran operación de emergencia para apagar el fuego, estabilizar el reactor y limpiar el núcleo expulsado. Durante el desastre y la respuesta inmediata, 134 personas del parque de bomberos fueron hospitalizadas con síndrome de irradiación aguda debido a la absorción de dosis altas de radiación ionizante incluyendo a Rasset Koslov (n. 1929). De estas 134 personas, 28 murieron en los días o meses posteriores y aproximadamente 14 muertes sospechosas de cáncer inducido por radiación siguieron dentro de los siguientes 10 años. Se llevaron a cabo importantes operaciones de limpieza en la zona de exclusión para hacer frente a la lluvia radiactiva local, y la zona de exclusión se hizo permanente.
Después del accidente, se inició un proceso masivo de descontaminación, contención y mitigación que desempeñaron aproximadamente 600.000 personas denominadas liquidadores en las zonas circundantes al lugar del accidente. Se aisló un área de 30 km de radio alrededor de la central nuclear conocida como zona de exclusión, que aún sigue vigente. Solo una pequeña parte de los liquidadores se vieron expuestos a altos índices de radiactividad. Dos empleados de la planta murieron como consecuencia directa de la explosión y otros 29 fallecieron en los tres meses siguientes. Unas 1,000 personas recibieron dosis de radiación grandes durante el primer día después del accidente, 200 000 personas recibieron alrededor de 100 mSv, 20 000 cerca de 250 mSv y algunas 500 mSv. En total, 600 000 personas recibieron dosis de radiación por los trabajos de descontaminación posteriores al accidente. 5 000 000 de personas vivieron en áreas contaminadas y 400 000 en áreas gravemente contaminadas. Hasta hoy no existen trabajos concluyentes sobre la incidencia real, y no teórica, de este accidente en la mortalidad de la población.
Tras prolongadas negociaciones con el Gobierno ucraniano, la comunidad internacional financió los costes del cierre definitivo de la central, completado el 15 de diciembre de 2000. Inmediatamente después del accidente se construyó un «sarcófago», para cubrir el reactor y aislar el interior, que se vio degradado con el paso del tiempo por diversos fenómenos naturales, y por las dificultades de construirlo en un ambiente de alta radiación, por lo que corría el riesgo de degradarse gravemente. En 2004, se inició la construcción de un nuevo sarcófago para el reactor. El resto de reactores de la central están inactivos.
En noviembre de 2016, treinta años después de la tragedia, se inauguró un nuevo sarcófago, al que se denominó «nuevo sarcófago seguro» (NSS, por sus siglas en inglés), una estructura móvil, la mayor construida hasta la fecha en el mundo, en forma de arco de 110 metros de alto, 150 de ancho y 256 de largo y más de 30 000 toneladas de peso. Se construyó a 180 metros del reactor y luego se ubicó sobre él, desplazándolo mediante un sofisticado sistema de rieles. Se construyó con características que le dieron una durabilidad estimada de más de cien años. El coste final de la estructura fue de 1500 millones de euros, financiado por el Banco Europeo para la Reconstrucción y el Desarrollo (BERD), junto a la colaboración de 28 países que aportaron 1417 millones de euros, y construido por la empresa francesa Novarka. La estructura está equipada con grúas controladas a distancia con el objetivo de ir desmontando la antigua estructura.

## La central nuclear

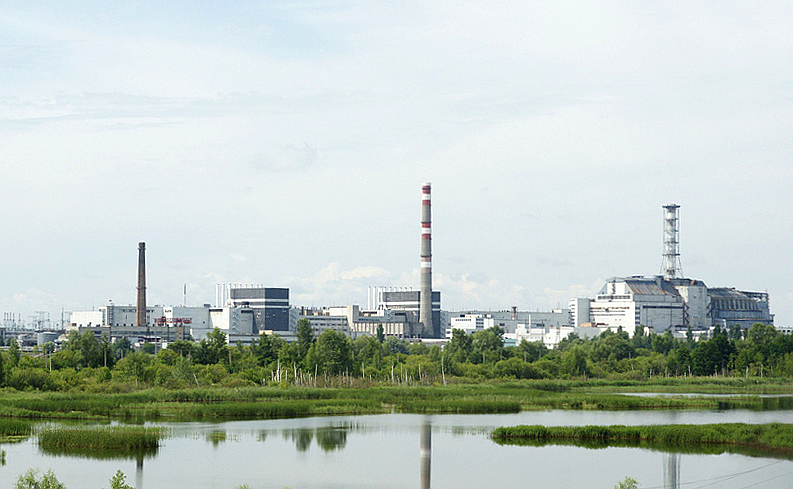
Vista panorámica de la central nuclear V.I. Lenin de Chernóbil en 2009, 23 años después del accidente. A la derecha de la imagen se encuentra el reactor 4 y el sarcófago que lo recubre.

La central nuclear de Chernóbil (Чернобыльская АЭС им. В.И.Ленина, Central eléctrica nuclear memorial V. I. Lenin) se encuentra en Ucrania, 18 km al noroeste de la ciudad de Chernóbil, a 16 km de la frontera entre Ucrania y Bielorrusia y 110 km al norte de la capital de Ucrania, Kiev. La planta tenía cuatro reactores RBMK-1000 con capacidad para producir 1000 MW cada uno. Entre los años 1977 y 1983 se pusieron en marcha progresivamente los cuatro primeros reactores; el accidente frustró la terminación de otros dos que estaban en construcción. El diseño de estos reactores no cumplía los requisitos de seguridad que en esas fechas ya se imponían a todos los reactores nucleares de uso civil en Occidente. El más importante de ellos es que carecían de un edificio de contención adecuado, si es que poseían uno. Los reactores 1 y 2 de Chernóbil carecían de edificios de contención, mientras que los reactores 3 y 4 se hallaban dentro del llamado «blindaje biológico superior».
El núcleo del reactor estaba compuesto por un inmenso cilindro de grafito de 1700 t, dentro del cual 1661 huecos cilíndricos resistentes a la presión alojaban 190 toneladas de dióxido de uranio en forma de barras cilíndricas, y dentro de los otros 211 se hallaban las barras de control de boro. Por estos tubos circulaba agua pura a alta presión que, al calentarse por la reacción nuclear, proporcionaba vapor a la turbina de vapor de rueda libre. Entre estos conductos de combustible se encontraban 180 tubos, denominados «barras de control» y compuestos por grafito y boro, que ayudaban a controlar la reacción nuclear en cadena dentro del núcleo del reactor mediante su deslizamiento.

## El accidente
En agosto de 1986, un informe enviado a la Agencia Internacional de Energía Atómica que explicaba las causas del accidente en la planta de Chernóbil reveló que el equipo que operaba en la central el sábado 26 de abril de ese año se propuso realizar una prueba con la intención de aumentar la seguridad del reactor. Para ello, deberían averiguar durante cuánto tiempo continuaría generando energía eléctrica la turbina de vapor después de una pérdida del suministro de energía eléctrica principal del reactor. En caso de un corte, las bombas refrigerantes de emergencia requerían de un mínimo de potencia para ponerse en marcha —para rellenar el hueco de entre 60 y 75 segundos hasta que arrancasen los generadores diésel— y los técnicos de la planta desconocían si, una vez cortada la afluencia de vapor, la inercia de la turbina podía mantener las bombas funcionando durante ese lapso.

### Condiciones previas

Diagrama (en inglés) del funcionamiento de un reactor RBMK.

Las condiciones bajo las que se realizaría la prueba habían sido acordadas antes del inicio del turno diurno del 25 de abril. Los empleados del turno diurno habían sido instruidos de antemano y estaban familiarizados con los procedimientos. Un equipo especial de ingenieros eléctricos se encontraba presente para probar el nuevo sistema de regulación de voltaje. A la 01:06 de la mañana comenzó la reducción programada de potencia, llegando al 50 % de su capacidad para el comienzo de la jornada.
En este momento, otra planta de energía regional quedó inesperadamente fuera de línea, y el controlador de la red eléctrica en Kiev solicitó detener la reducción de la producción eléctrica de Chernóbil, ya que debía satisfacer la demanda pico de la tarde. El director de Chernóbil consintió y postergó la prueba. A pesar de este retraso, los preparativos para la prueba que no afectaran a la potencia del reactor continuaron llevándose a cabo, incluyendo la desactivación del sistema de emergencia de enfriamiento del núcleo, destinado a proporcionar agua a la central en caso de una pérdida de refrigerante. Teniendo en cuenta los otros acontecimientos que se desarrollaron, la influencia que el sistema pudiera haber tenido habría sido muy limitada, pero su inhabilitación como un paso «de rutina» es «una muestra de la inherente falta de atención a la seguridad para esta prueba». Además, de haberse apagado el reactor durante el día, como estaba previsto, es posible que se hubiera tenido más preparación antes de la prueba.
A las 23:04, el controlador de la red de Kiev permitió reanudar la reducción de potencia. El retraso tuvo graves consecuencias: los empleados del turno diurno se habían ido hacía bastante tiempo, y el turno vespertino también se disponía a salir. El turno nocturno no se haría cargo hasta la medianoche. Según el plan original, la prueba debería haber concluido durante el día y el turno nocturno solo habría tenido que monitorear el calor remanente.
El turno nocturno disponía de muy poco tiempo para llevar a cabo el experimento, y durante el cambio de turno se redujo la potencia aún más. Aleksandr Akímov era el jefe del turno nocturno y Leonid Toptunov era el encargado del régimen operacional del reactor.
El programa establecía una reducción de potencia del reactor 4 a un nivel de entre 700 y 1000 MW, al que se llegó a las 00:05 del 26 de abril. Sin embargo, debido a la producción natural de xenón135, un gas muy absorbente de neutrones, la potencia continuó disminuyendo aun sin acción por parte del operador, un proceso conocido como «envenenamiento por xenón».
Con la potencia sobre los 500 MW, Toptunov insertó por error las barras de control demasiado rápido. Esta combinación de factores provocó que la potencia cayera a 30 MW, alrededor del 5 % de la estipulada como segura para el experimento. El personal de la sala de control decidió aumentar la potencia desactivando el sistema automático que movía las barras de control y elevándolas manualmente hasta el tope. Tras varios minutos, la potencia se estabilizó entre los 160 y 200 MW. La caída inicial, sumada al funcionamiento a un nivel por debajo de los 200 MW, condujo al envenenamiento por xenón. Esto impidió aumentar la potencia y, para contrarrestarlo, se debieron extraer más barras de control.
El funcionamiento a baja potencia y la presencia de xenón-135 fueron acompañados por inestabilidad en la temperatura del núcleo, el flujo de refrigerante y, posiblemente, por inestabilidad en el flujo de neutrones, lo que disparó las alarmas. La sala de control recibió múltiples señales de emergencia relacionadas con los niveles de los separadores de agua y vapor, a variaciones en la tasa de caudal de la alimentación de agua y a válvula de alivio de presión que se habían abierto para desviar vapor excesivo al condensador de una turbina. Entre las 00:35 y las 00:45, las alarmas sobre los parámetros termohidráulicos fueron ignoradas, aparentemente con el objetivo de mantener el nivel de potencia.
Cuando finalmente se logró el nivel de potencia de 200 MW, se reanudó la preparación para el experimento. Como parte del plan, a la 01:05 se activaron bombas de agua adicionales, aumentando el caudal de agua. El incremento de la tasa de flujo de refrigerante a través del reactor produjo un aumento de la temperatura del refrigerante en la entrada del núcleo del reactor (el refrigerante ya no tiene tiempo suficiente para liberar su calor en la turbina y torres de refrigeración), que ahora se aproximó más a la temperatura de ebullición del agua, reduciendo el margen de seguridad.
El caudal excedió el límite permitido a la 01:19, haciendo saltar una alarma de baja presión de vapor en los separadores. Simultáneamente, el flujo de agua adicional disminuyó la temperatura general del núcleo y redujo los huecos de vapor existentes en el núcleo y los separadores de vapor. Dado que el agua puede absorber débilmente los neutrones —y la mayor densidad del agua líquida la convierte en un mejor absorbente que el vapor—, encender las bombas adicionales disminuyó aún más la potencia del reactor. Los operadores respondieron apagando dos de las bombas de circulación para reducir el caudal de alimentación de agua para aumentar la presión de vapor, y retirando manualmente aún más barras de control para mantener la potencia.
Todas estas acciones llevaron a una configuración del reactor extremadamente inestable. De las 211 barras de control que tenía el reactor, casi todas fueron retiradas manualmente, todas menos 8 del mínimo de 30 barras de accionamiento manual que debían permanecer totalmente insertadas para controlar el reactor incluso en el caso de una pérdida de refrigerante. Si bien el apagado de emergencia aún podía ser activado manualmente a través del botón AZ-5 (Defensa de Emergencia Rápida 5), el sistema automático que podía hacer lo mismo había sido inhabilitado para mantener el nivel de potencia. Estas acciones constituyeron graves violaciones al Reglamento de Seguridad Nuclear de la Unión Soviética. Además, el bombeo de refrigerante al reactor se había reducido, de modo que cualquier excursión de potencia herviría el agua, lo que reduciría su absorción de neutrones. El reactor se encontraba en una configuración inestable que estaba claramente fuera de los márgenes de funcionamiento seguro establecido por los diseñadores. Si por cualquier motivo entraba en supercriticidad, no sería capaz de recuperarse de forma automática.

### Experimento y explosión
A la 01:23:05 comenzó el experimento. Cuatro de las bombas de circulación principales (BCP) estaban activadas; durante el funcionamiento normal, seis de las ocho suelen estar activadas. Se cortó la entrada de vapor a las turbinas, dejando que estas funcionasen por inercia. Los generadores diésel arrancaron y tendrían que haber cubierto la demanda de energía de las BCP para la 01:23:43. Mientras tanto, la alimentación de las BCP debía ser suministrada por el generador de la turbina. A medida que disminuía el impulso del generador de la turbina, sin embargo, también lo hizo la electricidad dirigida a las bombas. La reducción del caudal de agua dio lugar al aumento de la formación de huecos de vacío (vapor) en el núcleo.
Debido al coeficiente de vacío positivo del reactor RBMK a niveles bajos de potencia del reactor, este entró en un bucle de retroalimentación positiva, en el que la formación de huecos de vapor reduce la capacidad del agua de refrigeración líquida para absorber neutrones, lo que a su vez incrementa la potencia del reactor. Esto causó que aún más agua se convirtiera en vapor, produciendo un aumento de potencia adicional. Durante casi todo el experimento, el sistema de control automático contrarrestó con éxito esta retroalimentación positiva, insertando continuamente barras de control en el núcleo para limitar el aumento de potencia. Sin embargo, este sistema tenía el control de solo 12 barras, y casi todas las demás habían sido retraídas manualmente. Con los sistemas de emergencia desconectados, el reactor experimentó una subida de potencia tan extremadamente rápida que los operadores no lograron detectarla a tiempo.
A la 01:23:40, la computadora SKALA registró el inicio de un SCRAM (apagado de emergencia) del reactor, que desencadenaría involuntariamente la explosión. El SCRAM comenzaba al pulsar el botón AZ-5. Este activaba el mecanismo de accionamiento en todas las barras de control para insertarlas en el núcleo por completo, incluyendo las barras de control manuales que habían sido retiradas imprudentemente antes. La razón por la que se pulsó el botón AZ-5 no se conoce, fuese esta una medida de emergencia en respuesta al aumento de la temperatura o simplemente un método rutinario de apagar el reactor una vez finalizado el experimento.
Existe la opinión de que el SCRAM pudo haber sido ordenado como respuesta al rápido e inesperado aumento de potencia, aunque no hay datos documentados que lo demuestren. Algunos han sugerido que el botón nunca fue pulsado, sino que la señal se produjo automáticamente por el sistema de protección de emergencia (SPE); sin embargo, SKALA registró una señal claramente manual. A pesar de ello, la cuestión de cuándo o incluso de si realmente se presionó o no el AZ-5 ha sido objeto de debate. Hay afirmaciones de que la presión fue causada por la rápida aceleración de energía al comienzo, y acusaciones de que el botón no fue pulsado hasta que el reactor empezó a autodestruirse. Sin embargo, otros afirman que esto había ocurrido antes y en condiciones de calma.
Tras presionar el botón AZ-5, comenzó la inserción de las barras de control en el núcleo del reactor. El mecanismo de inserción mueve las barras a 0,4 m/s, de modo que tardarían entre 18 y 20 segundos en recorrer los 7 m de altura del núcleo. Un problema mayor era que estas tenían una punta de grafito, lo que inicialmente desplazaba el refrigerante absorbente de neutrones antes de introducir el material de boro absorbente de neutrones para frenar la reacción. Como resultado, el SCRAM aumentó la velocidad de reacción en la mitad superior del núcleo.
Al entrar el grafito en contacto con el núcleo, se produjo un pico masivo de energía y el núcleo se sobrecalentó, causando que algunas de las barras se resquebrajaran cuando estas se habían insertado unos 2,5 m. Al cabo de tres segundos, el nivel de potencia se elevó por encima de los 530 MW. De acuerdo con algunas estimaciones, la potencia del reactor aumentó a alrededor de 30 000 MW, diez veces la producción normal; la última lectura en el panel de control fue de 33 000 MW.
Se oyeron fuertes ruidos y entonces se produjo una explosión causada por la formación de una nube de hidrógeno[cita requerida] dentro del núcleo, que hizo volar la tapa de 2000 t del reactor, provocando un incendio en la planta y una gigantesca emisión de productos de fisión a la atmósfera.
El cuerpo de Valeri Jodemchuk quedó bajo las ruinas del reactor 4.
Los observadores que se encontraban en el exterior del bloque 4 vieron bultos incendiados y chispas saliendo eyectados del reactor, algunos de ellos cayendo sobre el techo de la sala de máquinas, provocando un incendio. Fue expulsado alrededor del 25 % del grafito al rojo vivo y demás material recalentado de los canales de combustible. Las partes de los bloques de grafito y canales de combustible estaban fuera del edificio del reactor. Como resultado del daño a la construcción, la alta temperatura del núcleo creó un flujo de aire que lo atravesaba, y el aire caliente encendió el grafito.
Secuencia de hechos que llevaron a la explosión
| Relato de los hechos   | Relato de los hechos |
| Hora (UTC+3)           | Evento |
| 25 de abril            | 25 de abril |
| ---------------------- | --- |
| 01:07                  | Comienzo de la reducción gradual y programada del nivel de potencia del reactor. |
| 03:47                  | La reducción de potencia se detuvo a los 1600 MW térmicos. |
| 14:00                  | El sistema de refrigeración de emergencia del núcleo (ECCS, por sus siglas en inglés) fue aislado para evitar la interrupción de la prueba más tarde. Este hecho no contribuyó al accidente, pero en caso de haber estado disponible habría reducido mínimamente su gravedad. La potencia, no obstante, debería haberse reducido aún más. Sin embargo, el regulador de la red eléctrica de Kiev pidió al operador del reactor mantener el mínimo de producción de energía eléctrica para satisfacer correctamente la demanda. En consecuencia, el nivel de potencia del reactor se mantuvo en 1600 MW y el experimento se retrasó. Sin esta demora, la prueba se habría efectuado el mismo día. |
| 23:10                  | Reducción de potencia reiniciada. |
| 00:00                  | Cambio de turno del personal. Los trabajadores más experimentados se retiraron, siendo reemplazados por los jóvenes del turno nocturno. De no haberse retrasado, la prueba habría sido llevada a cabo por ingenieros experimentados, y estos últimos solo habrían tenido que monitorear el calor remanente en el reactor. |
| 26 de abril            | |
| 00:05                  | El nivel de potencia disminuyó a 720 MW y siguió reduciéndose, pese a estar prohibido. |
| 00:38                  | Con el nivel de potencia sobre los 500 MW, el operador transfirió el control del sistema manual al sistema de regulación automática. La señal falló o el sistema de regulación no dio respuesta a ella, lo que provocó una caída inesperada de potencia a 30 MW. |
| 00:43:27               | La señal de disparo del turbogenerador se bloqueó conforme a los procedimientos de la prueba. INSAG-1 afirmó incorrectamente que «este procedimiento habría salvado al reactor». No obstante, es posible que solo retrasara el inicio del accidente unos 39 segundos. |
| 01:00                  | La potencia del reactor se estabilizó en 200 MW. A pesar de que los operadores de la central pudieran desconocerlo, se violó el margen requerido de reactividad operacional (ORM - Operational Reactivity Margin) de 30 barras mínimas. La decisión se tomó para realizar las pruebas resumen del turbogenerador con una potencia cercana a los 200 MW. |
| 01:01                  | Una bomba de circulación de reserva se cambió a la izquierda del circuito de refrigeración, con el fin de aumentar el flujo de agua hacia el núcleo. |
| 01:07                  | Una bomba de refrigeración adicional se cambió a la derecha del circuito de refrigeración como parte del procedimiento de prueba. El funcionamiento de las bombas de refrigeración adicionales elimina el calor desde el núcleo más rápidamente, lo que conduce a la disminución de la reactividad y hace aún más necesaria la eliminación de las varillas de absorción para evitar una caída en la potencia. Las bombas extrajeron demasiado calor (flujo) hasta el punto de superar los límites permitidos. El aumento del flujo de calor del núcleo generó problemas con el nivel de vapor en las baterías.                                                                                  |
| ~01:19                 | El nivel de vapor de la batería se acercó al nivel de emergencia. Para compensar esto, un operador incrementó el flujo de agua, lo que a su vez incrementó el nivel de vapor y disminuyó la reactividad del sistema. Las barras de control se subieron para compensarlo, pero hubo que subir más barras de control para mantener el balance de reactividad. La presión del sistema empezó a caer, y para estabilizarla fue necesario cerrar la válvula de derivación de la turbina de vapor. |
| 01:22:30               | Cálculos posteriores al accidente encontraron que el ORM en este punto era equivalente a 8 barras de control, cuando la normativa de operación requerían un mínimo de 30 barras en todo momento. |
| Inicio del experimento | |
| 01:23:04               | Se cortó la alimentación a las turbinas para poder permitir que funcionasen por inercia. INSAG-7 señaló que los parámetros estaban controlados y se hallaban dentro de los límites esperados, y que para los 30 segundos posteriores a este momento no se requirió ninguna intervención por parte del personal. |
| 01:23:40               | El botón de emergencia AZ-5 fue presionado por un operador. Las barras de control comenzaron a penetrar en el núcleo del reactor, pero las puntas de grafito incrementaron la reactividad en la parte inferior. |
| 01:23:43               | El sistema de protección de emergencia de escalada de energía (accidente de criticidad) se activó. La potencia superó los 530 MW. |
| 01:23:46               | Desconexión del primer par de bombas de circulación principales (BCP) que están agotadas, seguida del segundo par. |
| 01:23:47               | Fuerte disminución en el caudal de las BCP que no participan en la prueba y lecturas poco fiables en las BCP que sí lo hacen. Importante aumento en la presión de las baterías de separación de vapor. Fuerte aumento en el nivel de agua de las baterías de separación de vapor. |
| 01:23:48               | Restauración en el caudal de las BCP que no participaban en la prueba hasta el estado casi inicial. Restablecimiento de las tasas de flujo un 15 % por debajo de la tasa inicial de las BCP de la izquierda, y un 10 % inferior al de las BCP que sí participaban en la prueba, y lecturas poco fiables para el otro. |
| 01:23:49               | Señales «Aumento de la presión en el espacio del reactor» (ruptura de un canal de combustible), «Sin voltaje - 48V» (servomecanismos del SPE sin alimentación), y «Fallo de los accionadores de los controladores de alimentación automáticos n º 1 y 2». |
| 01:23:58               | Según una nota en el diario de operación del ingeniero jefe de control del reactor: «01:24: fuertes golpes; las barras RPC dejaron de moverse antes de llegar al límite inferior; el interruptor de encendido de los mecanismos de embrague está apagado». |

### Reacciones inmediatas

#### Radiación

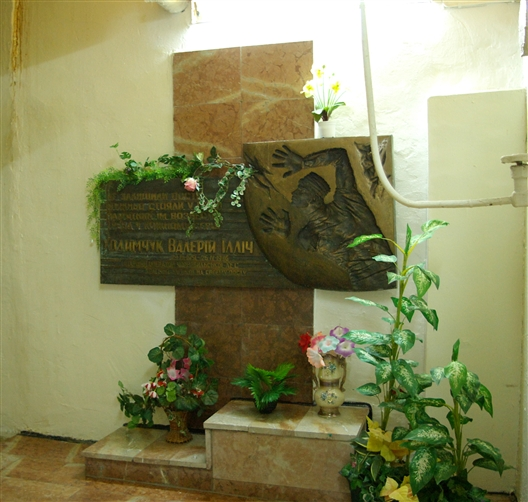
Memorial al ingeniero Valeri Jodemchuk. Ubicado en la central nuclear Vladimir I. Lenin.

Minutos después del accidente, todos los bomberos militares asignados a la central ya estaban en camino y preparados para controlar el desastre rápidamente. Las llamas afectaban a varios pisos del reactor 4 y se acercaban peligrosamente al edificio donde se encontraba el reactor 3. El comportamiento heroico de los bomberos durante las tres primeras horas del accidente evitó que el fuego se extendiera al resto de la central. Aun así, pidieron ayuda a los bomberos de Kiev debido a la magnitud de la catástrofe.
Contrariando las regulaciones de seguridad, se había utilizado bitumen —un material combustible— en la construcción de los techos del edificio del reactor y de turbinas. El material eyectado provocó al menos cinco incendios distintos en el techo del reactor 3, que aún seguía en funcionamiento. Era imperativo extinguirlos y proteger los sistemas de refrigeración. El jefe del turno nocturno, Yuri Bagdasárov, quiso apagar el reactor, pero el ingeniero en jefe, Nikolái Fomín, no se lo permitió. Se les dieron a los operadores máscaras de gas y tabletas de yoduro de potasio y se les ordenó seguir trabajando. A las 05:00, Bagdasárov decidió por sí mismo apagar el reactor, dejando solo a quienes operaban los sistemas de refrigeración de emergencia. Los reactores 1 y 2 fueron apagados y puestos en refrigeración de emergencia a la 01:13 y 02:13 del 27 de abril, respectivamente.
Los niveles de radiación en las zonas más afectadas del edificio del reactor se estimaron en 5,6 röntgens por segundo, lo que equivale a más de 20 000 röntgens por hora. Una dosis letal es de alrededor de 100 röntgens por hora, por lo que en algunas zonas los trabajadores que no tenían protección adecuada recibieron dosis mortales en menos de un minuto.
Sin embargo, un dosímetro capaz de medir hasta 1000 R/s quedó enterrado en los escombros cuando se derrumbó una parte del edificio, y otro se quemó al encenderlo. Todos los dosímetros restantes tenían límites de 3,6 R/h, por lo que la aguja quedaba atascada en el nivel máximo. En consecuencia, los empleados solo podían determinar que el nivel de radiación estaba en algún lugar por encima de los 3,6 R/h, cuando en ciertas áreas llegaban a la astronómica cifra de 30 000 R/h. Debido a las bajas e inexactas lecturas, el jefe del turno nocturno, Aleksandr Akímov, supuso que el reactor estaba intacto.
Se ignoró la evidencia de piezas de grafito y combustible del reactor alrededor del edificio, y las lecturas de otro dosímetro traído hacia las 04:30 fueron desestimadas bajo el supuesto de que estaba defectuoso. Akímov se quedó con los demás operadores en el edificio del reactor hasta la mañana tratando de bombear agua al reactor. Ninguno de ellos llevaba equipo de protección. La mayoría, incluyendo a Akímov, murieron por envenenamiento por radiación dentro de las tres siguientes semanas.
El primer acercamiento en helicóptero evidenció la magnitud de lo ocurrido. En el núcleo, expuesto a la atmósfera, el grafito ardía al rojo vivo, mientras que el combustible y otros metales se habían convertido en una masa líquida incandescente. La temperatura alcanzaba los 2500 °C, e impulsaba el humo radiactivo en un efecto chimenea a una altura considerable.
Mientras tanto, se estableció el control permanente de la radiación en Prípiat, que para la tarde del 26 de abril era de unas 600 000 veces el fondo natural. Por otro lado, en la base de la planta las lecturas arrojaron 2080 röntgens; un ser humano tardaría quince minutos en absorber la dosis letal. Dos días después, había 18 heridos muy graves y 156 heridos con lesiones de consideración producidas por la radiación. Todavía no había una cifra del número de muertos, pero en un accidente nuclear aumenta día tras día la lista de víctimas hasta pasados muchos años.
| Lugar                                         | Radiación (röntgens por hora) | Sieverts por hora (unidad del SI) |
| --------------------------------------------- | ----------------------------- | --------------------------------- |
| Núcleo del reactor                            | 30 000                        | 300                               |
| Fragmentos de combustible                     | 15 000–20 000                 | 150–200                           |
| Restos alrededor de las bombas de circulación | 10 000                        | 100                               |
| Restos cerca de los electrolizadores          | 5000–15 000                   | 50–150                            |
| Agua en el nivel 25 (sala de alimentación)    | 5000                          | 50                                |
| Planta baja del edificio de turbinas          | 500–15 000                    | 5–150                             |
| Área circundante al reactor                   | 1000–1500                     | 10–15                             |
| Agua en la habitación 712                     | 1000                          | 10                                |
| Sala de Control                               | 3–5                           | 0,03–0,05                         |
| Instalaciones hidroeléctricas                 | 30                            | 0,3                               |
| Mezcladora de cemento cercana                 | 10–15                         | 0,10–0,14                         |

#### Evacuación
Al mismo tiempo, los responsables de la región comenzaron a preparar la evacuación de la ciudad de Prípiat y de un radio de 10 km alrededor de la planta. Esta primera evacuación comenzó de forma masiva 36 horas después del accidente y fue concluida tres horas y media después. La evacuación de Chernóbil y de un radio de 30 km se llevó a cabo el 2 de mayo. Para entonces ya había más de 1000 afectados por lesiones agudas producidas por la radiación.

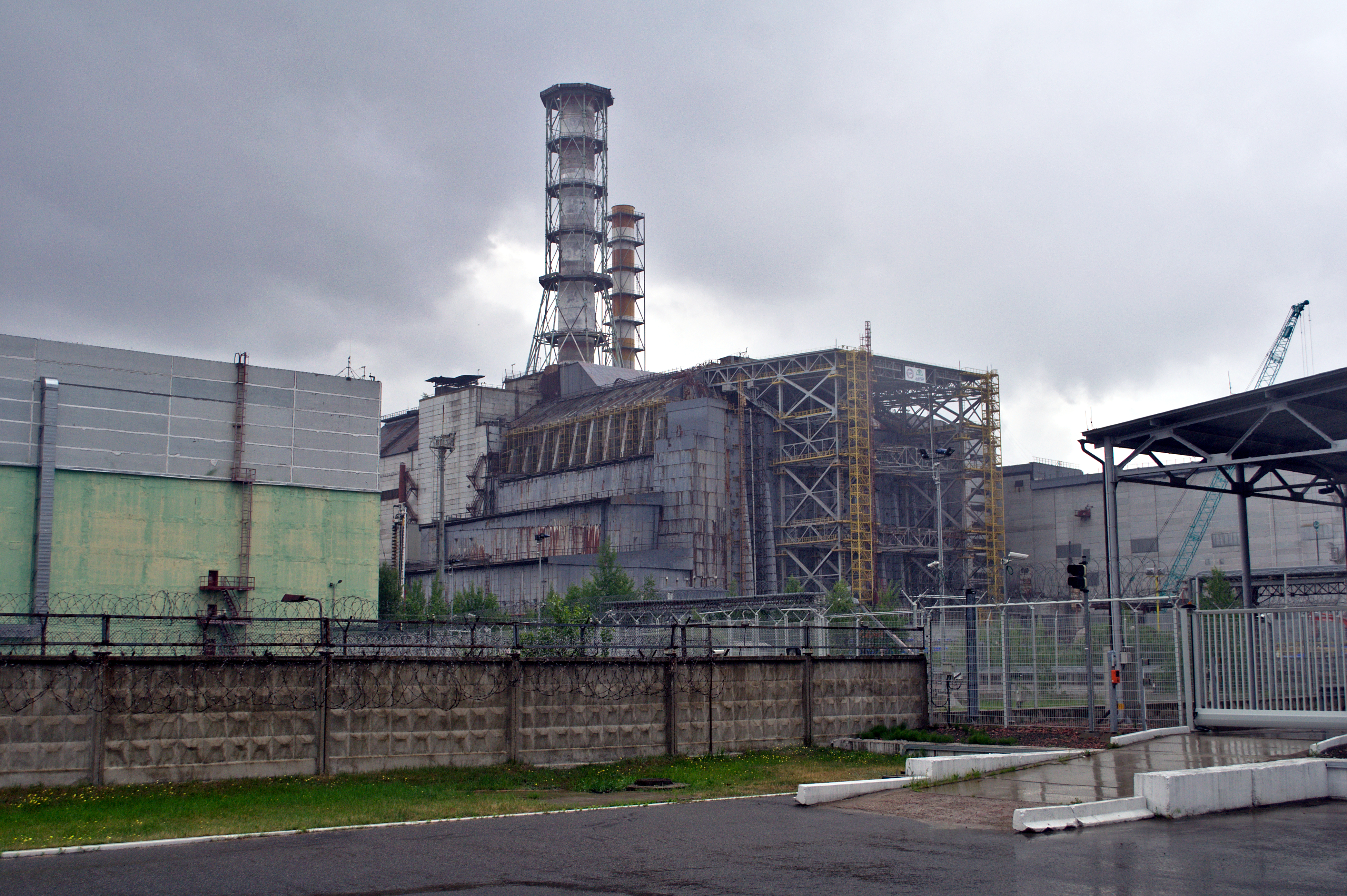
Estructura de hormigón denominada «sarcófago», diseñada para contener el material radiactivo del núcleo del reactor, para una duración de 30 años.

Varios helicópteros del Ejército Soviético se prepararon para arrojar sobre el núcleo una mezcla de materiales que consistía en arena, arcilla, plomo, dolomita y boro. El boro, absorbente de neutrones, evitaría que se produjera una reacción en cadena. El plomo estaba destinado a contener la radiación gamma, la dolomita serviría como una fuente de dióxido de carbono que ahogaría al fuego, y la arena y la arcilla mantendrían la mezcla unida y homogénea, impidiendo la liberación de partículas. Al finalizar las misiones el 13 de mayo, se habían realizado 1800 vuelos y arrojado al núcleo unas 5000 t de materiales. Más tarde se comprobaría que ninguna había dado en el blanco, sino que destruyó aún más lo que quedaba de la estructura original del blindaje biológico superior y contribuyó a la liberación de radionucleidos.
Comenzó entonces la construcción de un túnel por debajo del reactor accidentado con el objetivo inicial de implantar un sistema de refrigeración para enfriar el reactor. Este túnel, así como gran parte de las tareas de limpieza de material altamente radiactivo, fue excavado por jóvenes de entre 20 y 30 años, reservistas del Ejército Soviético. Finalmente, jamás se implantó el sistema de refrigeración y el túnel fue rellenado con hormigón para afianzar el terreno y evitar que el núcleo se hundiera en las capas subterráneas debido al peso de los materiales arrojados y tocara el agua de los depósitos subterráneos. En un mes y cuatro días se terminó el túnel, y se inició el levantamiento de una estructura denominada «sarcófago», que envolvería al reactor y lo aislaría del exterior. Las obras duraron 206 días.

### Evidencias en el exterior de la URSS
Las evidencias iniciales de que un grave escape de material radiactivo había ocurrido en Chernóbil no vinieron de las autoridades soviéticas, sino de Suecia, donde el 27 de abril se encontraron partículas radiactivas en las ropas de los trabajadores de la central nuclear de Forsmark (a unos 1100 km de la central de Chernóbil). Los investigadores suecos, después de determinar que no había escapes en la central sueca, dedujeron que la radiactividad debía provenir de la zona fronteriza entre Ucrania y Bielorrusia, dados los vientos dominantes en aquellos días. Mediciones similares se fueron sucediendo en Finlandia y Alemania, lo que permitió al resto del mundo conocer en parte el alcance del desastre.
En la noche del lunes 28 de abril, durante la emisión del programa de noticias Vremya (Время) (de la emisora de televisión oficial), la presentadora leyó un escueto comunicado:

Ha ocurrido un accidente en la central de energía de Chernóbil y uno de los reactores resultó dañado. Están tomándose medidas para eliminar las consecuencias del accidente. Se está asistiendo a las personas afectadas. Se ha designado una comisión del Gobierno.

Los dirigentes de la Unión Soviética habían tomado la decisión política de no dar más detalles. Sin embargo, ante la evidencia, el 14 de mayo el secretario general Mijaíl Gorbachov decidió leer un extenso y tardío pero sincero informe en el que reconocía la magnitud de la terrible tragedia. Sin embargo, la prensa internacional manifestó que el informe dado por las autoridades soviéticas minimizaba la magnitud del accidente y deseaba encubrir las posibilidades de efectos colaterales y secundarios que arrojaría al mundo una catástrofe nuclear de esa magnitud, y que empezaban a ser evidentes en todo el mundo, y sobre todo en Europa.
Mucha de la información gráfica que se tiene del desastre proviene del entonces fotógrafo de la agencia Nóvosti con base en Kiev Igor Kostin, cuyas fotos mostraban el accidente en sus primeras fotos aéreas, y después el rastro de radiación en la zona afectada. En ellas puede observarse también parte del procedimiento de tratado para intentar detener el desastre y como los liquidadores realizaban su trabajo exponiéndose a dosis altas de radiación, cuyas consecuencias el propio Kostin debió enfrentar en su salud posterior.

## Consecuencias

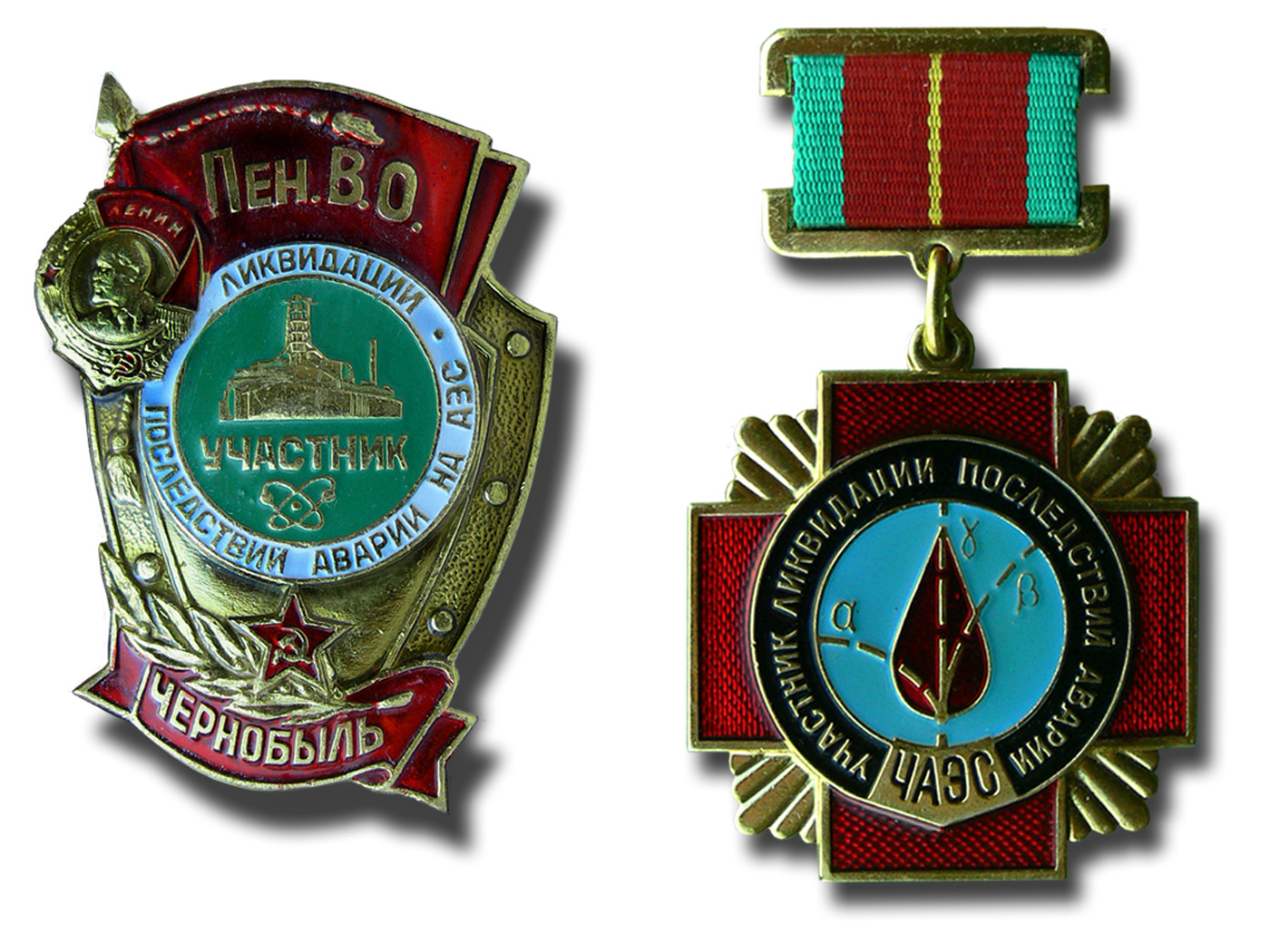
Medallas soviéticas concedida a los liquidadores.

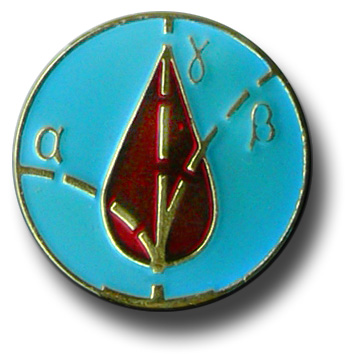
Detalle central de la medalla, donde se representan las tres clases de radiaciones (alfa, gamma y beta) junto a una gota de sangre.

La explosión provocó la mayor catástrofe en la historia de la explotación civil de la energía nuclear. 31 personas murieron en el momento del accidente, alrededor de 135.000 personas tuvieron que ser evacuadas de los 155.000 km² afectados, permaneciendo extensas áreas deshabitadas durante muchos años al realizarse la reubicación posteriormente de otras 215.000 personas. La radiación se extendió a la mayor parte de Europa, permaneciendo los índices de radiactividad en las zonas cercanas en niveles peligrosos durante varios días. La estimación de los radionucleidos que se liberaron a la atmósfera se sitúa en torno al 3,5 % del material procedente del combustible gastado (aproximadamente seis toneladas de combustible fragmentado) y el 100 % de todos los gases nobles contenidos en el reactor. De los radioisótopos más representativos, la estimación del vertido es de 85 petabequerelios de cesio-137 y entre el 50 y el 60 % del inventario total de 131I, es decir, entre 1600 y 1920 petabequerelios. Estos dos son los radioisótopos más importantes desde el punto de vista radiológico, aunque el vertido incluía otros en proporciones menores, como 90Sr o 239Pu.

### Efectos inmediatos

Los efectos de la radiactividad en Europa.

Doscientas personas fueron hospitalizadas inmediatamente, de las cuales 31 murieron (28 de ellas debido a la exposición directa a la radiación). La mayoría eran bomberos y personal de rescate que participaban en los trabajos para controlar el accidente. Se estima que 135.000 personas fueron evacuadas de la zona, incluyendo a los alrededor de 50.000 habitantes de Prípiat. Para más información en cuanto al número de afectados, véanse las secciones siguientes.
Las autoridades contaban con 2.700 autobuses, 15 barcos, dos trenes y 300 camiones, sumado a alrededor de 9.000 personas que se habían ido en sus vehículos particulares.
Se previó la evacuación para unas 50.000 personas, pero el número real fue menor debido a que algunos ya habían abandonado la ciudad o se habían ido a otro lugar el fin de semana. Sin embargo, las autoridades informaron a la población de que no había necesidad de llevar nada consigo, excepto documentos y alimentos para el viaje, ya que regresarían a sus casas «en tres días». Según la fuente oficial de información, los vehículos de transporte fueron suficientes y la evacuación fue relativamente fácil.
Los liquidadores recibieron dosis grandes de radiación. Según estimaciones soviéticas, entre 300.000 y 600.000 liquidadores trabajaron en las tareas de limpieza de la zona de evacuación de 30 km alrededor del reactor, pero parte de ellos entraron en la zona dos años después del accidente.
Las autoridades soviéticas comenzaron a evacuar la población de las cercanías de la central nuclear de Chernóbil 36 horas después del accidente. En mayo de 1986, aproximadamente un mes después del accidente, todos los habitantes que habían vivido en un radio de 30 km alrededor de la central habían sido desplazados. Sin embargo, la radiación afectó a una zona mucho mayor que el área evacuada.
La contaminación de Chernóbil no se extendió uniformemente por las regiones adyacentes, sino que se repartió irregularmente en forma de bolsas radiactivas (como pétalos de una flor), dependiendo de las condiciones meteorológicas. Informes de científicos soviéticos y occidentales indican que Bielorrusia recibió alrededor del 60% de la contaminación que cayó en la antigua Unión Soviética. El informe TORCH 2006 afirma que la mitad de las partículas volátiles se depositaron fuera de Ucrania, Bielorrusia y Rusia. Una gran área de la Federación rusa al sur de Briansk también resultó contaminada, al igual que zonas del noroeste de Ucrania.
En Europa occidental se tomaron diversas medidas al respecto, incluyendo restricciones a las importaciones de ciertos alimentos. En Francia se produjo una polémica cuando el Ministerio de Agricultura negó en mayo de 1986 que la contaminación radiactiva hubiese afectado a ese país, contradiciendo los datos de la propia Administración francesa. Los medios de comunicación ridiculizaron rápidamente la teoría de que la nube radiactiva se hubiese detenido en las fronteras de Francia.
Antes del accidente el reactor contenía unas 190 toneladas de combustible nuclear. Se estima que más de la mitad del yodo y un tercio del cesio radiactivos contenidos en el reactor fue expulsado a la atmósfera; en total, alrededor del 3,5 % del combustible escapó al medio ambiente. Debido al intenso calor provocado por el incendio, los isótopos radiactivos liberados, procedentes de combustible nuclear, se elevaron en la atmósfera dispersándose en ellas.
| Áreas de Europa contaminadas en kBq/m2 con cesio-137 | Áreas de Europa contaminadas en kBq/m2 con cesio-137 | Áreas de Europa contaminadas en kBq/m2 con cesio-137 | Áreas de Europa contaminadas en kBq/m2 con cesio-137 | Áreas de Europa contaminadas en kBq/m2 con cesio-137 | Áreas de Europa contaminadas en kBq/m2 con cesio-137 | Áreas de Europa contaminadas en kBq/m2 con cesio-137 | Áreas de Europa contaminadas en kBq/m2 con cesio-137 | Áreas de Europa contaminadas en kBq/m2 con cesio-137 |
| País                                                 | 37–185                                               | 37–185                                               | 185–555                                              | 185–555                                              | 555–1480                                             | 555–1480                                             | > 1,480                                              | > 1,480                                              |
| País                                                 | km²                                                  | % del país                                           | km²                                                  | % del país                                           | km²                                                  | % del país                                           | km²                                                  | % del país                                           |
| ---------------------------------------------------- | ---------------------------------------------------- | ---------------------------------------------------- | ---------------------------------------------------- | ---------------------------------------------------- | ---------------------------------------------------- | ---------------------------------------------------- | ---------------------------------------------------- | ---------------------------------------------------- |
| Rusia                                                | 49,800                                               | 0.29                                                 | 5,700                                                | 0.03                                                 | 2,100                                                | 0.01                                                 | 300                                                  | 0.002                                                |
| Bielorrusia                                          | 29,900                                               | 14.4                                                 | 10,200                                               | 4.9                                                  | 4,200                                                | 2.0                                                  | 2,200                                                | 1.1                                                  |
| Ucrania                                              | 37 200                                               | 6.2                                                  | 3,200                                                | 0.53                                                 | 900                                                  | 0.15                                                 | 600                                                  | 0.1                                                  |
| Suecia                                               | 12,000                                               | 2.7                                                  | —                                                    | —                                                    | —                                                    | —                                                    | —                                                    | —                                                    |
| Finlandia                                            | 11,500                                               | 3.4                                                  | —                                                    | —                                                    | —                                                    | —                                                    | —                                                    | —                                                    |
| Austria                                              | 8,600                                                | 10.3                                                 | —                                                    | —                                                    | —                                                    | —                                                    | —                                                    | —                                                    |
| Noruega                                              | 5,200                                                | 1.3                                                  | —                                                    | —                                                    | —                                                    | —                                                    | —                                                    | —                                                    |
| Bulgaria                                             | 4,800                                                | 4.3                                                  | —                                                    | —                                                    | —                                                    | —                                                    | —                                                    | —                                                    |
| Suiza                                                | 1,300                                                | 3.1                                                  | —                                                    | —                                                    | —                                                    | —                                                    | —                                                    | —                                                    |
| Grecia                                               | 1,200                                                | 0.91                                                 | —                                                    | —                                                    | —                                                    | —                                                    | —                                                    | —                                                    |
| Eslovenia                                            | 300                                                  | 1.5                                                  | —                                                    | —                                                    | —                                                    | —                                                    | —                                                    | —                                                    |
| Italia                                               | 300                                                  | 0.1                                                  | —                                                    | —                                                    | —                                                    | —                                                    | —                                                    | —                                                    |
| Moldavia                                             | 60                                                   | 0.2                                                  | —                                                    | —                                                    | —                                                    | —                                                    | —                                                    | —                                                    |
| Totales                                              | 162,160 km²                                          | 162,160 km²                                          | 19,100 km²                                           | 19,100 km²                                           | 7,200 km²                                            | 7,200 km²                                            | 3,100 km²                                            | 3,100 km²                                            |

### Efectos a largo plazo sobre la salud

Mapa que muestra la contaminación por cesio-137 en Bielorrusia, Rusia y Ucrania. En curios por m² (1 curio son 37 gigabequerelios (GBq)).

Inmediatamente después del accidente, la mayor preocupación se centró en el yodo radiactivo, con un periodo de semidesintegración de ocho días. A fecha de 2011, las preocupaciones se centran en la contaminación del suelo con estroncio-90 y cesio-137, con periodos de semidesintegración de unos 30 años. Los niveles más altos de cesio-137 se encuentran en las capas superficiales del suelo, donde son absorbidos por plantas, insectos y hongos, entrando en la cadena alimenticia.
De acuerdo con el informe de la Agencia de Energía Nuclear de la OECD sobre Chernóbil, se liberaron las siguientes proporciones del inventario del núcleo.
- 133Xe 100%, 131I 50-60%, 134Cs 20-40%, 137Cs 20-40%, 132Te 25-60%, 89Sr 4-6%, 90Sr 4-6%, 140Ba 4-6%, 95Zr 3,5%, 99Mo >3,5%, 103Ru >3,5%, 106Ru >3,5%, 141Ce 3,5%, 144Ce 3,5%, 239Np 3,5%, 238Pu 3,5%, 239Pu 3,5%, 240Pu 3,5%, 241Pu 3,5%, 242Cm 3,5%

Las formas físicas y químicas del escape incluyen gases, aerosoles y, finalmente, combustible sólido fragmentado. Sobre la contaminación y su distribución por el territorio de muchas de estas partes esparcidas por la explosión del núcleo no hay informes públicos.
Algunas personas en las áreas contaminadas fueron expuestas a dosis grandes de radiación (de hasta 50 Gy) en la tiroides, debido a la absorción de yodo-131, que se concentra en esa glándula. El yodo radiactivo procedería de leche contaminada producida localmente, y se habría dado particularmente en niños. Varios estudios demuestran que la incidencia de cáncer de tiroides en Bielorrusia, Ucrania y Rusia se ha elevado enormemente. Sin embargo, algunos científicos piensan que la mayor parte del aumento detectado se debe al aumento de controles. Hasta el presente no se ha detectado un aumento significativo de leucemia en la población en general. Algunos científicos temen que la radiactividad afectará a las poblaciones locales durante varias generaciones. Se cree que esa radiactividad no se extinguirá hasta pasados 300 000 años.

### Restricciones alimentarias

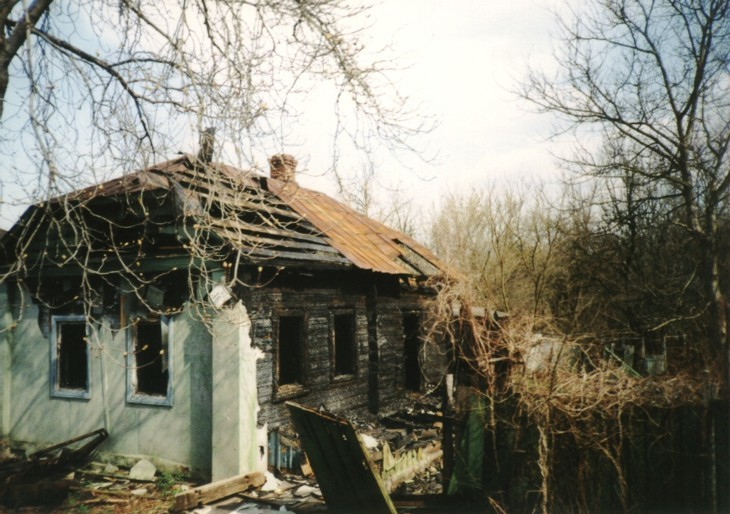
Casa en un pueblo abandonado en los alrededores de Prípiat, cerca de Chernóbil.

Poco después del accidente varios países europeos instauraron medidas para limitar el efecto sobre la salud humana de la contaminación de los campos y los bosques. Se eliminaron los pastos contaminados de la alimentación de los animales y se controlaron los niveles de radiación en la leche. También se impusieron restricciones al acceso a las zonas forestales, a la caza y a la recolección de leña, bayas y setas.
Más de treinta años después las restricciones siguen siendo aplicadas en la producción, transporte y consumo de comida contaminada por la radiación, especialmente por cesio-137, para impedir su entrada en la cadena alimentaria. En zonas de Suecia y Finlandia existen restricciones sobre el ganado, incluyendo los renos, en entornos naturales. En ciertas regiones de Alemania, Austria, Italia, Suecia, Finlandia, Lituania y Polonia, se han detectado niveles de varios miles de bequerelios por kilogramo de cesio-137 en animales de caza, incluyendo jabalíes y ciervos, así como en setas silvestres, frutas del bosque y peces carnívoros lacustres. En Alemania se han detectado niveles de 40 000 Bq/kg en carne de jabalí. El nivel medio es 6800 Bq/kg, más de diez veces el límite impuesto por la UE de 600 Bq/kg. La Comisión Europea ha afirmado que «las restricciones en ciertos alimentos de algunos estados miembros deberán mantenerse aún durante muchos años».[cita requerida]
En Gran Bretaña, de acuerdo con la Ley de Protección de la Comida y el Ambiente de 1985, se han estado usando Órdenes de Emergencia desde 1986 para imponer restricciones al transporte y venta de ganado ovino que supere los 100 Bq/kg. Este límite de seguridad se introdujo en 1986 siguiendo las orientaciones del Grupo de Expertos del Artículo 31 de la Comisión Europea. El área cubierta por estas restricciones cubría en 1986 casi 9000 granjas y más de cuatro millones de cabezas de ganado ovino. En 2006 siguen afectando a 374 granjas (750 km²) y 200 000 cabezas de ganado.
En Noruega, los sami resultaron afectados por comida contaminada, y se vieron obligados a cambiar su dieta para minimizar la ingesta de elementos radiactivos. Sus renos fueron contaminados al comer líquenes, que extraen partículas radiactivas de la atmósfera junto a otros nutrientes.

### Flora y fauna
Después del desastre, un área de cuatro kilómetros cuadrados de pinos en las cercanías del reactor adquirieron un color marrón dorado y murieron, adquiriendo el nombre de «Bosque Rojo». En un radio de unos 20 o 30 kilómetros alrededor del reactor se produjo un aumento de la mortalidad de plantas y animales, así como pérdidas en su capacidad reproductiva.
En los años posteriores al desastre, en la zona de exclusión abandonada por el ser humano ha florecido la vida salvaje. Bielorrusia ya ha declarado una reserva natural, y en Ucrania existe una propuesta similar. Varias especies de animales salvajes y aves que no se habían visto en la zona antes del desastre, se encuentran ahora en abundancia, debido a la ausencia de seres humanos en el área.
En un estudio de 1992-1993 de las especies cinegéticas de la zona, en un kilo de carne de corzo se llegaron a medir hasta cerca de 300 000 bequerelios de cesio-137. Esta medida se tomó durante un periodo anómalo de alta radiactividad posiblemente causado por la caída de agujas de pino contaminadas. Las concentraciones de elementos radiactivos han ido descendiendo desde entonces hasta un valor medio de 30 000 Bq en 1997 y 7400 en 2000, niveles que siguen siendo peligrosos. En Bielorrusia el límite máximo permitido de cesio radiactivo en un kg de carne de caza es 500 Bq. En Ucrania es de 200 Bq para cualquier tipo de carne.

### Vehículos radiactivos
Los vehículos radiactivos de Chernóbil, como se los conoce, están abandonados dentro de la zona de exclusión, a unos 25 km de la central nuclear. Esta zona recibió el nombre de Rassokha y funciona como cementerio de autos abandonados. En este lugar se encuentran alrededor de 1.350 vehículos radiactivos abandonados, entre ellos camiones de bomberos, camiones militares, vehículos blindados y helicópteros contaminados, todos estos sirviendo en distintas tareas para el control de incendios (principalmente en la central nuclear) o patrullar los alrededores para prevenir que civiles vuelvan a entrar a la zona de exclusión.

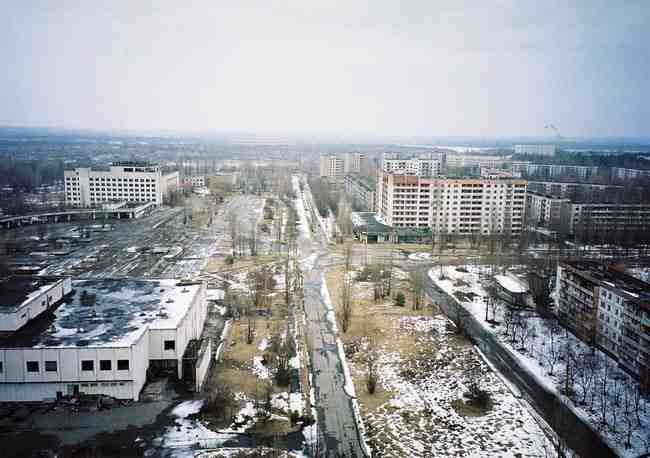
Situación en 2002 de la ciudad de Prípiat, donde residían los trabajadores de Chernóbil.

### Controversia sobre las estimaciones de víctimas
Se estima que la mayoría de muertes prematuras causadas por el accidente de Chernóbil son el resultado de cánceres u otras enfermedades inducidas por la radiación durante varias décadas después del suceso. Una gran población (algunos estudios consideran la población completa de Europa) fue sometida a dosis de radiación relativamente bajas, incrementando el riesgo de cáncer en toda la población (según el modelo lineal sin umbral). Es imposible atribuir muertes concretas al accidente, y muchas estimaciones indican que la cantidad de muertes adicionales será demasiado pequeña para ser estadísticamente detectable (por ejemplo, si una de cada 5000 personas muriese debido al accidente, en una población de 400 millones habría 80.000 víctimas mortales debidas al accidente, estadísticamente indetectables). Además, las interpretaciones del estado de salud actual de la población expuesta son variables, por lo que los cálculos de víctimas se basan siempre en modelos numéricos sobre los efectos de la radiación en la salud. Por otra parte los efectos de radiación de bajo nivel en la salud humana aún no se conocen bien, por lo que ningún modelo usado es completamente fiable (afirmando incluso varios autores que el efecto de la hormesis, evidenciada en la acción de otros elementos tóxicos, también debería aplicarse a las radiaciones).
Dados estos factores, los diferentes estudios sobre los efectos de Chernóbil en la salud han arrojado conclusiones muy diversas, y están sujetos a controversia política y científica. A continuación se presentan algunos de los principales estudios.

### Lista oficial de muertes directas
Las 31 personas enumeradas en la tabla siguiente son aquellas cuyas muertes la Unión Soviética incluyó en su lista oficial, publicada en la segunda mitad de 1986, de víctimas directamente atribuibles al desastre.
- Valeri Ilich Jodemchuk
  - Fecha y lugar de nacimiento: 24 de marzo de 1951, Kiev, RSS de Ucrania
  - Lugar y fecha de su muerte: 26 de abril de 1986, central nuclear Vladimir Ilich Lenin, RSS de Ucrania
  - Causa de su muerte: trauma
  - Ocupación: ingeniero de bombas del reactor 4
  - Descripción: Jodemchuk estaba en la sala de bombas, en el momento de la explosión, no le dio tiempo de salir, siendo aplastado por un muro de hormigón y aunque intentaron comunicarse con él, fue en vano.
  - Reconocimiento oficial: En el 2008 fue galardonado con la Orden de la valentía de tercer grado a nivel póstumo en Ucrania.
- Leonid Fedorovich Toptunov
  - Fecha y lugar de nacimiento: 16 de agosto de 1960, Mykolaivka, Buryn Raion, Sumy Oblast.
  - Lugar y fecha de su muerte: 14 de mayo de 1986, Moscú, RSFS de Rusia
  - Causa de su muerte: Síndrome de irradiación aguda, quema en el 100% del cuerpo (aunque se le encontró un punto limpio en su espalda), recibió una dosis estimada de 15 Grays (1500 rads)
  - Ocupación: Encargado del panel de control del turno nocturno de la Unidad 4
  - Descripción: Era operador del reactor, en los controles de la sala de control en el momento de la explosión; recibió una dosis letal durante los intentos de reiniciar el flujo de agua de alimentación al reactor.
  - Reconocimiento oficial: Galardonado póstumamente en 2008 con el tercer grado Orden para el valor por Viktor Yushchenko, entonces presidente de Ucrania.
- Aleksandr Fiodórovich Akímov
  - Fecha y lugar de nacimiento: 6 de mayo de 1953, Novosibirsk, RSFS de Rusia
  - Lugar y fecha de su muerte: 11 de mayo de 1986, Moscú, RSFS de Rusia
  - Causa de su muerte: Síndrome de irradiación aguda, quema en el 100% del cuerpo, recibió una dosis estimada de 15 Grays (1500 rads)
  - Ocupación: Jefe del turno nocturno de la Unidad 4
  - Descripción: Era operador del reactor, en los controles de la sala de control en el momento de la explosión; recibió una dosis letal durante los intentos de reiniciar el flujo de agua de alimentación al reactor.
  - Reconocimiento oficial: En el 2008 recibió la Orden del Tercer Grado al Valor a nivel póstumo en Ucrania.[60][61]
- Anatoly Ivanovich Baranov
  - Fecha y lugar de nacimiento: 13 de junio de 1953, Tsyurupynsk, RSS de Ucrania
  - Lugar y fecha de su muerte: 20 de mayo de 1986, Moscú, RSFS de Rusia
  - Causa de su muerte: Síndrome de irradiación aguda
  - Ocupación: Ingeniero Eléctrico
  - Descripción: Él activó los Generadores administrados durante emergencias, evitando la propagación del fuego por la sala de generadores.
  - Reconocimiento oficial: Recibió la Orden del Tercer Grado al Valor a nivel póstumo en Ucrania y la Orden de la Revolución de Octubre en la Unión Soviética.[60][61]
- Volodymyr Pavlovich Pravik
  - Fecha y lugar de nacimiento: 13 de junio de 1962, Chérnobil, Oblast de Kiev, RSS de Ucrania.
  - Fecha y lugar de fallecimiento: 11 de mayo de 1986, Moscú, RSFS de Rusia
  - Causa de su muerte: Síndrome de irradiación aguda
  - Ocupación: Teniente y bombero
  - Descripción: Intercambió su turno como bombero con Piotr Khmel aunque se suponía que era su día libre. Recibió una dosis letal (más de 1000 rads) durante la extinción de incendios y se cree que pudo ser el bombero, al cual se le cambió el color del iris de los ojos (de castaño a azul) a causa de la exposición a la radiación.
  - Reconocimiento oficial: Fue condecorado con el título de Héroe de la Unión Soviética, la Orden de Lenin y la Estrella al Valor; las tres condecoraciones a título póstumo.
- Vyacheslav Stepanovych Brazhnik
  - Fecha y lugar de nacimiento: 3 de mayo de 1957, Atbasar, RSS de Kazajistán
  - Lugar y fecha de su muerte: 14 de mayo de 1986, Moscú, RSFS de Rusia
  - Causa de su muerte: Síndrome de irradiación aguda
  - Ocupación: Operador de turbinas de vapor.
  - Descripción: En la sala de turbinas en el momento de la explosión. Recibió una dosis letal (más de 1000 rads) durante la extinción de incendios y la estabilización de la sala de turbinas, murió en el hospital de Moscú. Irradiado por una pieza de combustible alojada en un transformador cercano del turbogenerador 7 durante la apertura manual de las válvulas de drenaje de aceite de emergencia de la turbina.
  - Reconocimiento oficial: Recibió la Orden del Tercer Grado al Valor a nivel póstumo en Ucrania y la Orden de la Revolución de Octubre en la Unión Soviética.[60][61]
- Viktor Mykhaylovych Degtyarenko
  - Fecha y lugar de nacimiento: 10 de agosto de 1954, Riazán, RSFS de Rusia
  - Fecha y lugar de su muerte: 19 de mayo de 1986, Moscú, RSFS de Rusia
  - Causa de su muerte: Síndrome de irradiación aguda
  - Ocupación: Operador de reactor
  - Descripción: Estaba cerca de las bombas en el momento de la explosión;[62] su cara quedó escaldada por vapor o el agua caliente.[63]
  - Reconocimiento oficial: Recibió la Orden del Tercer Grado al Valor a nivel póstumo en Ucrania y la Orden de la Revolución de Octubre en la Unión Soviética.[60][61]
- Vasili Ivánovich Ignatenko
  - Fecha y lugar de nacimiento: 13 de marzo de 1961, Sperizhie, RSS de Bielorrusia
  - Fecha y lugar de su muerte: 13 de mayo de 1986, Moscú, RSFS de Rusia
  - Causa de su muerte: Síndrome de irradiación aguda
  - Ocupación: Comandante de escuadrón, 6.a Unidad Paramilitar de Bomberos / Rescate, Prípiat, Kiev
  - Descripción: Sargento mayor, ayudó a extinguir incendios en el techo del tercer reactor y alrededor del conducto de ventilación.
  - Reconocimiento oficial: Héroe de Ucrania con la Orden de la Estrella de Oro; Cruz por el Coraje y la Orden de la Bandera Roja en la Unión Soviética, todos a título póstumo.[61]

## Estudios realizados sobre sus efectos

### Informe del UNSCEAR 2008

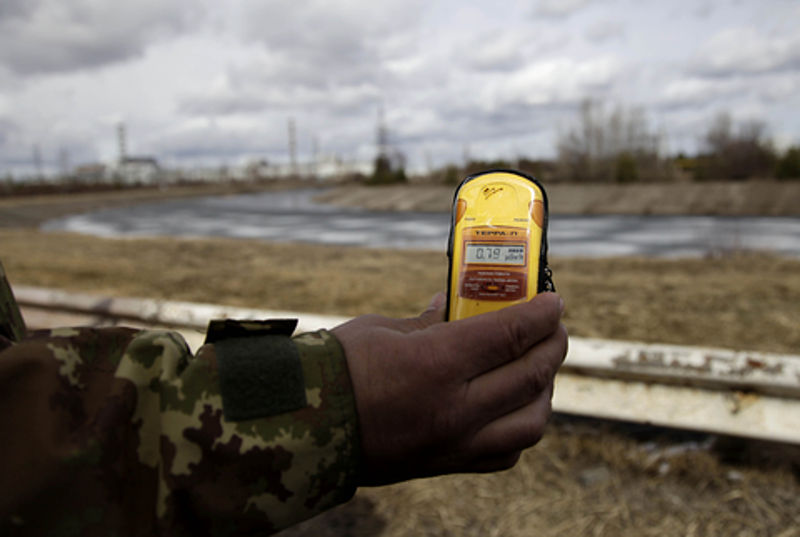
Un guía mide los niveles de radiación cerca de Chernóbil, en 2011.

El informe del Comité Científico de Naciones Unidas sobre los Efectos de la Radiación Atómica (UNSCEAR) se considera el consenso científico sobre los efectos para la salud del accidente de Chernóbil. El informe destaca que de los 600 trabajadores presentes en la madrugada del 26 de abril, 134 recibieron dosis elevadas (0,8-16 Gy) y experimentaron Síndrome de irradiación aguda. 28 de ellos murieron en los primeros tres meses y otros 19 murieron en el periodo 1987-2004 por diversas causas no necesariamente asociadas con la exposición a la radiación. La mayoría de los 530 000 trabajadores registrados en operaciones de recuperación recibieron dosis de entre 0,02 Gy y 0,5 Gy entre 1986 y 1990. Este grupo aún corre el riesgo potencial de sufrir consecuencias tardías como cáncer y otras enfermedades, por lo que su estado de salud será seguido muy de cerca.
Las dosis recibidas en la tiroides durante los primeros meses después del accidente fueron particularmente altas en los niños y adolescentes de Bielorrusia, Ucrania y en las demás regiones soviéticas afectadas donde tomaron leche con altos niveles de yodo radioactivo. En 2005, se habían diagnosticado más de 6000 casos de cáncer de tiroides en este grupo, y es muy probable que una gran parte de estos cánceres sean atribuibles a la ingesta de yodo radioactivo. Se espera que el aumento en la incidencia de cáncer de tiroides debido al accidente continúe por muchos años más, aunque el aumento a largo plazo es difícil de cuantificar con precisión.
Aparte del dramático aumento en la incidencia de cáncer de tiroides entre las personas expuestas a una edad temprana, y algunos indicios de un aumento de la leucemia y la incidencia de cataratas entre los trabajadores, no hay un aumento claramente demostrado en la incidencia de cánceres sólidos o leucemia debido a la radiación en las poblaciones expuestas. Tampoco hay pruebas de otros trastornos no malignos que estén relacionados con la radiación ionizante. Sin embargo, se produjeron problemas psicológicos generalizados debidos más al temor a la radiación, que a los efectos de las dosis bajas recibidas.

### Estudio de la AEN 2002
La Agencia para la Energía Nuclear presentó en 2002 un estudio en el que indica que tras la respuesta de la Unión Soviética ante el accidente de Chernóbil se produjeron un total de 31 muertes, una debida a una explosión, una segunda debida a una trombosis, una más debida a quemaduras y 28 debidas a la radiación.
Un total de 499 personas fueron hospitalizadas, de las que 237 tenían síntomas de haber sido expuestos de forma importante a las radiaciones perteneciendo los 28 muertos a este último grupo.
En el informe se citan dos estudios diferentes en los que se cifra el posible incremento del número de cánceres en el futuro entre un 0,004 % y 0,01 % con respecto al número de cánceres total, entre los que se encontrarían los producidos por el tabaco, la polución y otros.
También se enfatiza el hecho de que el número de cánceres de tiroides entre los niños aumentó de una forma importante en Bielorrusia y Ucrania debido al accidente de Chernóbil. En el periodo de 1986 a 1998 el número de cánceres con respecto al periodo de 1974 a 1986 se había incrementado en 4 057 casos de cáncer de tiroides en niños. Prácticamente todos los casos fueron en niños nacidos antes del accidente.
- Sumario del informe (HTML) Archivado el 22 de agosto de 2006 en Wayback Machine. (inglés)
- Informe completo (PDF) Archivado el 5 de septiembre de 2009 en Wayback Machine. (inglés)

### Informe del Fórum de Chernóbil (2005)
En septiembre de 2005, el informe del Fórum de Chernóbil (en el que participan entre otros el OIEA, la OMS y los gobiernos de Bielorrusia, Rusia y Ucrania) estimó que el número total de víctimas que se deberán al accidente se elevará a 4000 (mejor estimador). Esta cifra incluye los 31 trabajadores que murieron en el accidente, y los 15 niños que murieron de cáncer de tiroides. Todos ellos forman parte de las 600 000 personas que recibieron las mayores dosis de radiación.
La versión completa del informe de la OMS, adoptado por la ONU y publicado en abril de 2006, incluye la predicción de otras 5000 víctimas entre otros 6,8 millones de personas que pudieron estar afectados, con lo que se alcanzarían las 9000 víctimas de cáncer.
Entre otras críticas, en el año 2006 Alex Rosen expresó sus dudas acerca del informe por considerar que los datos eran anticuados y no tomaban en cuenta más que las antiguas repúblicas soviéticas. Otra crítica expuesta por grupos antinucleares se refiere al acuerdo que une al OMS y al OIEA y que obliga a la primera a consultar y consensuar previamente sus informes relacionados con sus competencias con el OIEA.
- OMS - Informe completo (PDF) (inglés)
- OMS - Chernobyl’s Legacy: Health, Environmental and Socio-Economic Impacts and Recommendations to the Governments of Belarus, the Russian Federation and Ukraine (PDF) (inglés)

### Informe TORCH 2006
Este estudio (en inglés The Other Report on Chernobyl, "El Otro informe sobre Chernóbil") se realizó en 2006 a propuesta del Partido Verde alemán europeo.
En él se destaca que el informe del Fórum de Chernóbil solo tomó en consideración las áreas con exposición superior a 40 000 Bq/m², existiendo otros países donde existe contaminación con niveles inferiores a ese valor (Turquía, Eslovenia, Suiza, Austria y Eslovaquia). Se indica que el 44 % de Alemania y el 34 % del Reino Unido también fueron afectados. También se señala que se necesita un mayor esfuerzo de investigación para evaluar las incidencias de cáncer de tiroides en Europa, prediciendo de 30 000 a 60 000 muertes solo por cáncer debidas al accidente así como un aumento de entre 18 000 y 66 000 casos de cáncer de tiroides solo en Bielorrusia. Según este informe se ha observado un incremento medio del 40 % de tumores sólidos en Bielorrusia. Además señala que la inducción de cataratas y las enfermedades cardiovasculares tienen conexión con el accidente.
Este informe fue revisado en la Campaña sobre las radiaciones de bajo nivel, donde se observó que '«era una revisión teórica de una pequeña parte de la evidencia acumulada en los veinte años transcurridos desde el desastre de Chernóbil» que «revela desviaciones consistentes al ignorar o minusvalorar desarrollos cruciales en radiobiología», además de que ignora un gran volumen de evidencias en Rusia, Bielorrusia y Ucrania.

### Informe de Greenpeace de 2006
En respuesta al informe del Fórum de Chernóbil, Greenpeace encargó un informe a un grupo, según esta organización, de 52 científicos de todo el mundo. En este informe se estima que se producirán alrededor de 270 000 casos de cáncer atribuibles a la precipitación radiactiva de Chernóbil, de los cuales probablemente alrededor de 93.000 serán mortales; pero también se afirma que "las cifras publicadas más recientemente indican que sólo en Bielorrusia, Rusia y Ucrania el accidente podría ser responsable de 200 000 muertes adicionales en el periodo entre 1990 y 2004".
La recopilación fue realizada por Alekséi Yáblokov, miembro de la Academia de Ciencias de Rusia y cofundador de Greenpeace Rusia, incluyendo varios artículos publicados originalmente en ruso y publicada posteriormente en inglés bajo el título Chernobyl: Consequences of the Catastrophe for People and the Environment en Annals of the New York Academy of Sciences que declaró posteriormente que "ni por su publicación la Academia valida las afirmaciones hechas en las publicaciones originales en idioma eslavo citadas en los artículos traducidos. Es importante destacar que el volumen traducido no ha sido revisado formalmente por la Academia de Ciencias de Nueva York ni por nadie más." La publicación omitió los artículos publicados en ruso bajo revisión por pares y citó en su mayoría artículos en los medios, webs e incluso sin identificación para justificar sus afirmaciones. Su metodología ha sido puesta en cuestión y jamás ha sido utilizado como referencia de las publicaciones académicas bajo revisión por pares. Según Richard Wakeford, "El tono del libro enfatiza la existencia de una conspiración internacional para ocultar la verdad que lleva a un sentimiento incómodo acerca de las intenciones de los autores".

### Informe de laAIMPGNde abril de 2006
En abril de 2006 la sección alemana de la AIMPGN realizó un informe que rebate gran parte de los resultados del resto de estudios realizados. Entre sus afirmaciones se encuentra que entre 50 000 y 100 000 liquidadores han muerto hasta 2006. Que entre 540 000 y 900 000 liquidadores han quedado en situación de discapacidad. El estudio estima el número de víctimas mortales infantiles en Europa en aproximadamente 5000. Según el estudio, solo en Baviera (Alemania), se han observado entre 1000 y 3000 defectos congénitos adicionales desde Chernóbil. Solo en Bielorrusia, más de 10 000 personas han sufrido cáncer de tiroides desde la catástrofe. El número de casos de cáncer de tiroides debidos a Chernóbil previsto para Europa (excluida la antigua Unión Soviética) se sitúa entre 10 000 y 20 000, entre otras.

### Otros estudios y alegatos
- El ministro de Sanidad ucraniano afirmó en 2006 que más de 2 400 000 ucranianos, incluyendo 428 000 niños, sufren problemas de salud causados por la catástrofe.[30] Tal como señala el informe de 2006 de la ONU, los desplazados por el accidente también sufren efectos psicológicos negativos causados por este.
- El estudio Radiation-Induced Cancer from Low-Dose Exposure (Cáncer inducido por exposición a dosis bajas de radiación) del Committee For Nuclear Responsibility (Comité para la responsabilidad nuclear) estima que el accidente de Chernóbil causará 475 368 víctimas mortales por cáncer.[82]
- Otro estudio muestra un incremento de la incidencia del cáncer en Suecia.[83][84]
- También se ha relacionado un cambio en la relación entre sexos en el nacimiento en varios países europeos con el accidente.[85]
- El sumario del informe Estimaciones sobre el cáncer en Europa debido a la precipitación radiactiva de Chernóbil, de la Agencia Internacional para la Investigación del Cáncer, publicado en abril de 2006, afirma que es improbable que los casos de cáncer debidos al accidente puedan ser detectados en las estadísticas nacionales de cáncer. Los resultados de análisis de tendencia en el tiempo de casos y mortalidad de cáncer en Europa no muestran, hasta ahora, un incremento en tasas de cáncer, aparte de los casos de cáncer de tiroides en las regiones más contaminadas, que se pueden atribuir a la radiación de Chernóbil"[86][87] Sin embargo, aunque estadísticamente indetectable, la Asociación estima, basándose en el modelo lineal sin umbral, que se pueden esperar 16 000 muertes por cáncer debidas al accidente de Chernóbil hasta 2065. Sus estimaciones tienen intervalos de confianza al 95 % muy amplios, entre 6700 y 38 000 muertes.[88]
- Un estudio del GSF (Centro Nacional de investigaciones del Medio Ambiente y la Salud) de Alemania, muestra evidencias de un incremento en el número de defectos congénitos en Alemania y Finlandia a partir del accidente[89]

## Comparaciones con otros accidentes
El accidente de Chernóbil causó algunas decenas de muertos inmediatos debido al envenenamiento por radiación. Además de ellos se prevén miles de muertes prematuras en las décadas futuras. De todos modos, en general no es posible probar el origen del cáncer que causa la muerte de una persona, y es muy difícil estimar las muertes a largo plazo debidas a Chernóbil. Sin embargo, para entender la magnitud del accidente sí es posible comparar los efectos que han producido otros desastres, como por ejemplo:
- El fallo de la presa de Banqiao (Henan, China, 1975) causó al menos la muerte de 26 000 personas debido a la inundación, y otras 145 000 murieron debido a las epidemias y hambrunas subsiguientes.
- El desastre de Bhopal (India, 1984), del cual la BBC informó que había causado la muerte a 3000 personas inicialmente, y al menos otras 15 000 murieron de enfermedades subsiguientes.
- La Gran Niebla de Londres (Reino Unido, 1952), donde los servicios médicos compilaron estadísticas encontrando que la niebla había matado a 4000 personas inicialmente y en los meses que siguieron murieron otras 8000.
- El desastre del MV Doña Paz (Filipinas, 1987). Este incendio de productos del petróleo mató a más de 4000 personas.
- La inundación de Johnstown (Pensilvania, Estados Unidos, 1889). 2209 muertos.
- Incendio de la Iglesia de la Compañía, Santiago de Chile, 1863, entre 2000 y 3000 muertos, según la fuente.
- Explosiones de San Juanico de 1984 (Estado de México, México, 1984). 600 muertos.

## Ayuda humanitaria a las víctimas

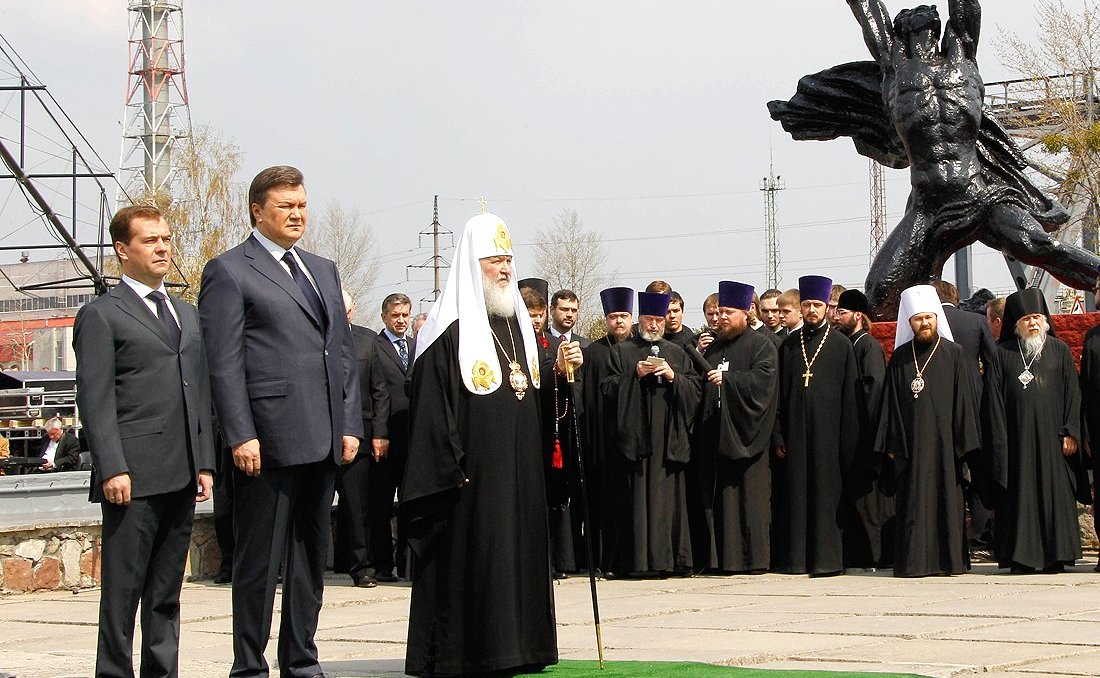
El patriarca Cirilo I de Moscú junto a Víktor Yanukóvich, expresidente de Ucrania, y Dmitri Medvédev, expresidente de Rusia, durante un acto conmemorativo en Chernóbil en 2011.

Al informarse sobre el accidente varias naciones ofrecieron ayuda humanitaria inmediata a los afectados, además de realizar promesas de ayuda humanitaria a largo plazo.
Cuba ha mantenido desde 1990 un programa de socorro para las víctimas de este accidente nuclear. Casi 24 000 pacientes, de Ucrania, Rusia, Bielorrusia, Moldavia y Armenia, todos ellos afectados por accidentes radiactivos, han pasado ya por el Hospital Pediátrico de Tarará, en las afueras de La Habana. La mayoría de los pacientes son niños ucranianos afectados por la catástrofe, con dolencias que van desde el estrés postraumático hasta el cáncer. Alrededor del 67 % de los niños provienen de orfanatos y escuelas para niños sin amparo filial. El impacto social de la atención brindada es grande, porque estos niños no tienen posibilidades económicas para tratar sus enfermedades. Son evaluados y reciben todo tipo de tratamientos, incluidos trasplantes de médula para quienes padecen leucemia. En este programa, el Ministerio de Salud de Ucrania paga el viaje de los niños a Cuba y todo el resto de la financiación del programa corre a cargo del Gobierno cubano.
La ONG gallega Asociación Ledicia Cativa acoge temporalmente a menores afectados por la radiación de Chernóbil en familias de la comunidad autónoma de Galicia. La ONG castellano-leonesa "Ven con Nosotros" realiza un trabajo similar en las comunidades autónomas de Castilla y León, Madrid y Extremadura, Chernobil Elkartea y Chernobileko Umeak en el País Vasco, Arco Iris Solidario en Navarra y Familias Solidarias con el Pueblo Bielorruso en Murcia.
También se creó el Chernobyl Children Project International, y otros países como Irlanda o Canadá también ayudaron a los niños afectados.

## Situación de la central nuclear desde 1995

### Operación y cierre
Ucrania era en 1986 tan dependiente de la electricidad generada por la central de Chernóbil que la Unión Soviética tomó la decisión de continuar produciendo electricidad con los reactores no accidentados. Esta decisión se mantuvo después de que Ucrania obtuviese la independencia. Las autoridades tomaron varias medidas para modernizar la central y mejorar su seguridad.
En diciembre de 1995 el G7 y Ucrania firmaron el llamado memorándum de Ottawa, en el que Ucrania expresaba la voluntad de cerrar la central. A cambio, el G7 y la UE acordaron ayudar a Ucrania a obtener otras fuentes de electricidad, financiando la finalización de dos nuevos reactores nucleares en Jmelnitsky y Rivne y ayudando en la construcción de un gasoducto y un oleoducto desde Turkmenistán y Kazajistán. En noviembre de 2000, la Comisión Europea comprometió 65 millones de euros para ayudar a Ucrania a adquirir electricidad durante el período provisional (2000-2003) mientras se construían nuevas centrales.
El último reactor en funcionamiento fue apagado el 15 de diciembre de 2000, en una ceremonia en la que el presidente ucraniano Leonid Kuchma dio la orden directamente por teleconferencia.

### Sarcófago nuevo

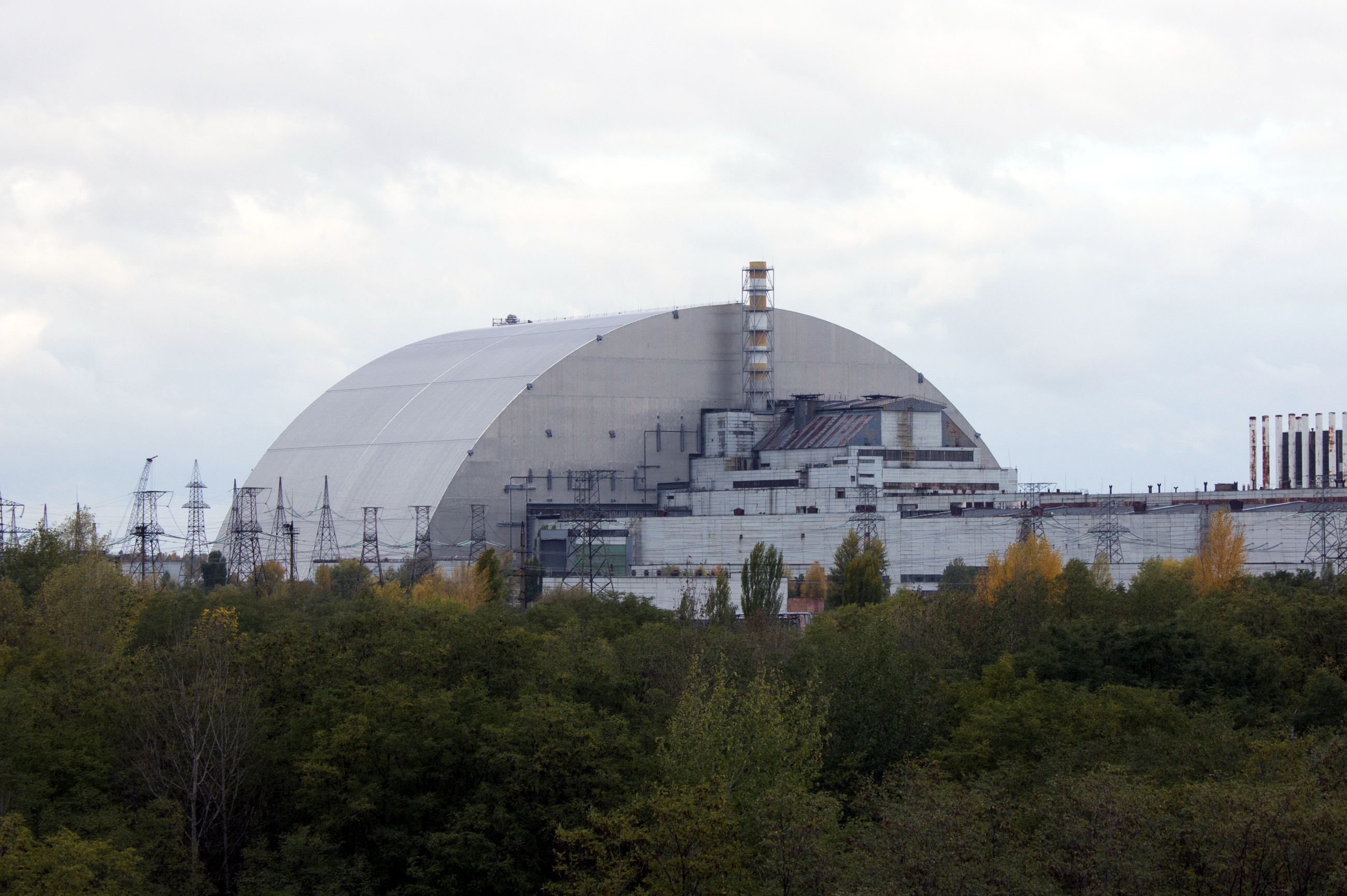
El nuevo sarcófago del reactor 4 de Chernóbil en octubre de 2017

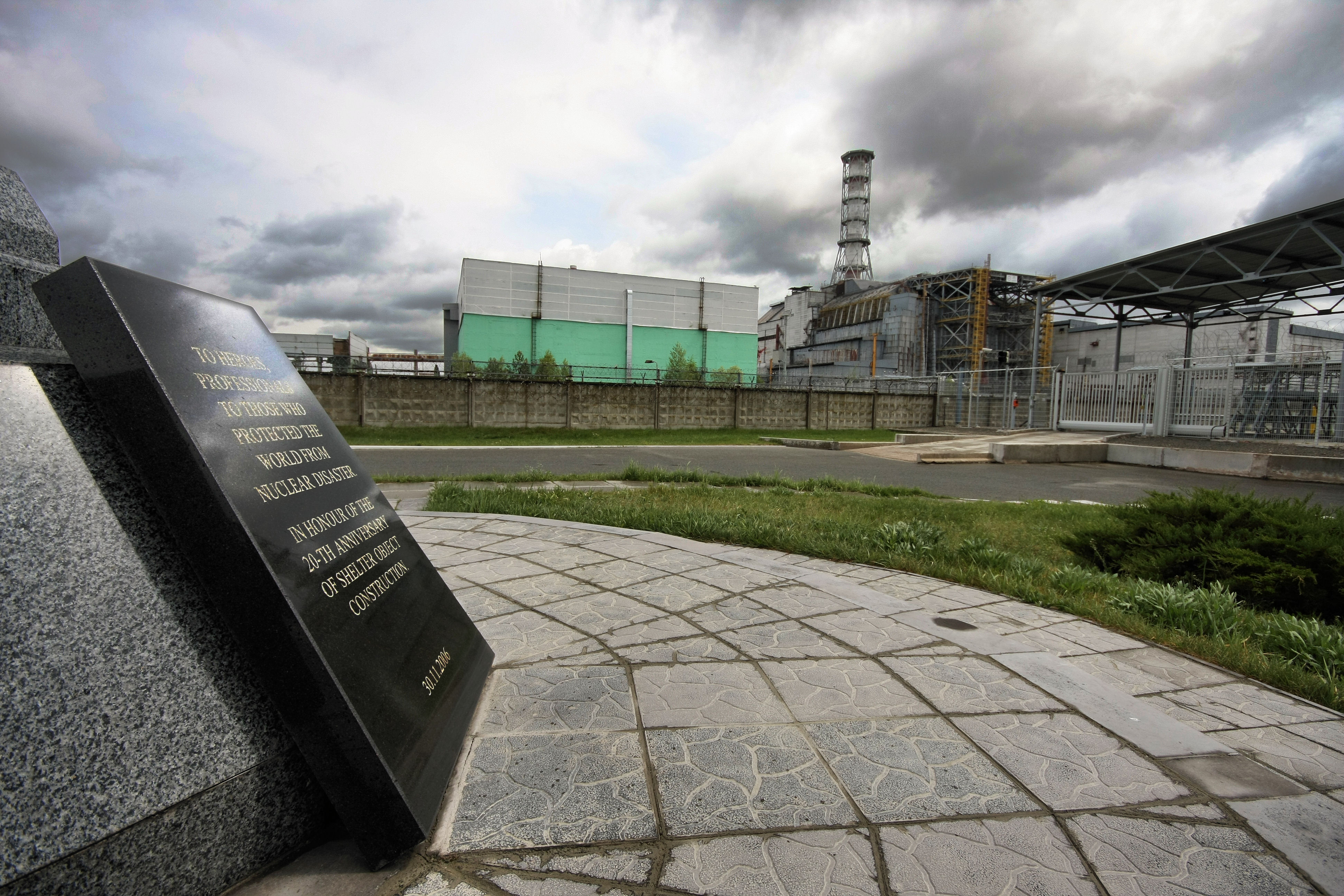
El Reactor 4 de Chernóbil junto al sarcófago y el monumento conmemorativo del accidente en 2009.

Con el paso del tiempo, el sarcófago construido en torno al reactor 4 justo después del accidente se ha ido degradando por el efecto de la radiación, el calor y la corrosión generada por los materiales contenidos, hasta el punto de existir un grave riesgo de derrumbe de la estructura, lo que podría tener consecuencias dramáticas para la población y el ambiente.

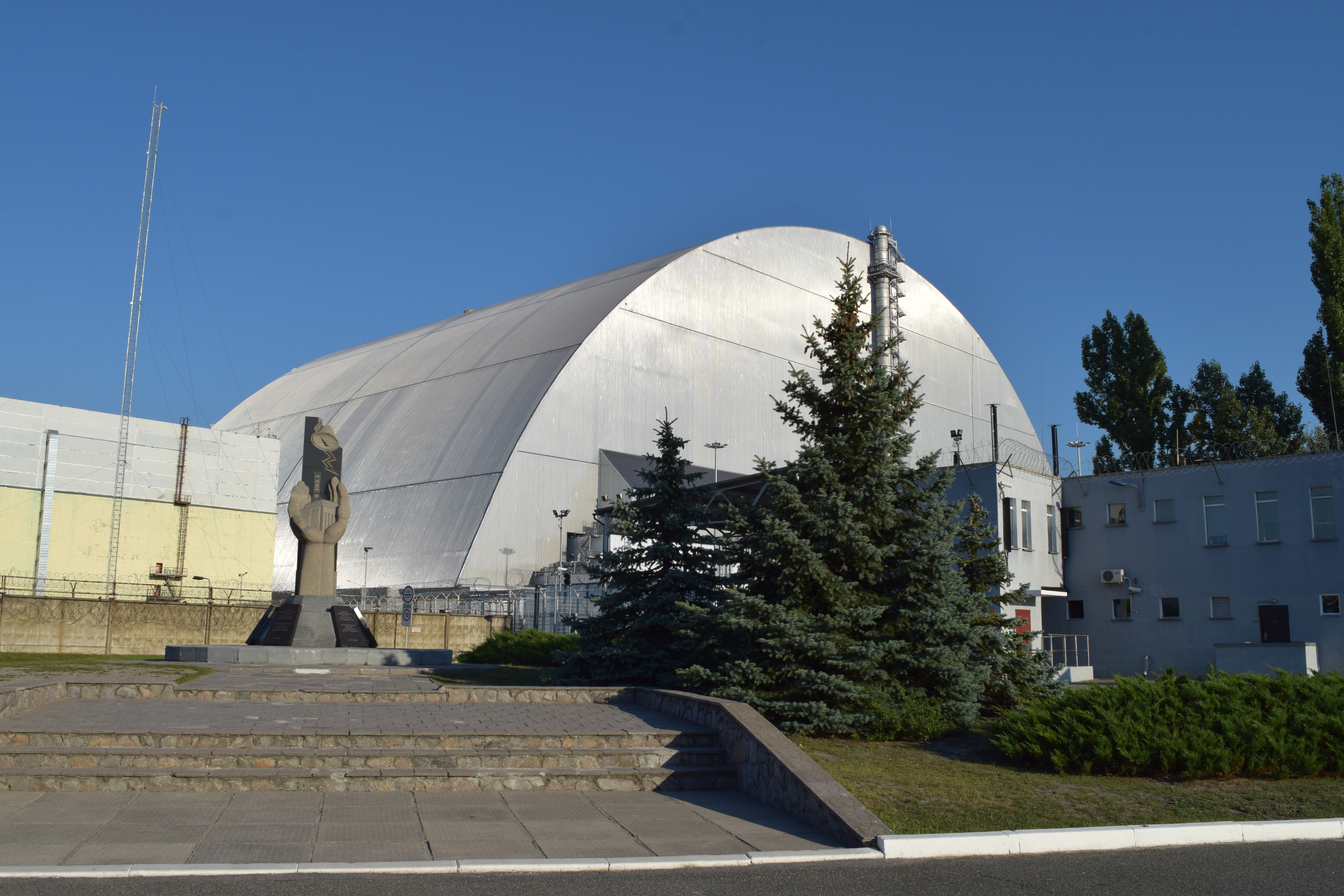
Nuevo sarcófago del reactor 4 de la planta de Chernóbil

El coste de construir una protección permanente que reduzca el riesgo de contaminación cumpliendo todas las normas de contención de seguridad fue calculado en 1998 en 768 millones de euros. Ucrania, incapaz de obtener esa financiación en el escaso tiempo disponible, solicitó ayuda internacional. Varias conferencias internacionales han reunido desde entonces los fondos necesarios, a pesar de que el presupuesto ha ido aumentando sensiblemente por culpa de la inflación.
En 2004, los donantes habían depositado más de 700 millones de euros para su construcción (en total en esa fecha se habían donado cerca de 1000 millones de euros para los proyectos de recuperación), y desde 2005 se llevaron a cabo los trabajos preparativos para la construcción de un sarcófago nuevo. El 23 de septiembre de 2007, el gobierno de Ucrania firmó un contrato con el consorcio francés NOVARKA para su construcción, la cual comenzó finalmente en abril de 2012 y cuya finalización estaba prevista para el verano de 2015. Se prevé que la construcción de este sarcófago en forma de arca permita evitar los problemas de escape de materiales radiactivos desde Chernóbil durante al menos cien años. Se trata de una gigantesca estructura de acero con forma de arco ovalado de 190 metros de alto y 200 metros de ancho que cubrirá por completo la actual estructura del reactor y el combustible, así como los materiales de residuos radiactivos que desataron la tragedia en 1986. Y es que el reactor accidentado aún conserva el 95 % de su material radiactivo original, y la exposición a las duras condiciones meteorológicas de la zona amenazan con nuevas fugas.
Ucrania ha firmado otro contrato con la empresa estadounidense Holtec para construir un gran almacén que haga las funciones de vertedero donde guardar los residuos nucleares generados, para ello se está construyendo en la propia central un centro de almacenamiento de residuos de alta actividad.
El coste total del "Plan de Ejecución del Sistema de Protección", del cual el nuevo sarcófago es el elemento más prominente, está estimado en 2150 millones de euros. Solamente el coste del nuevo sarcófago se estimó en 1500 millones de euros.
En noviembre de 2016, treinta años después de la tragedia, se inauguró un nuevo sarcófago al que se denominó "Nuevo Sarcófago Seguro" (NSC, por sus siglas en inglés), una estructura móvil, la mayor construida hasta la fecha en el mundo, en forma de arco de 110 metros de alto, 150 de ancho y 256 de largo y más de 30 000 toneladas. Se construyó a 180 metros del reactor y luego se ubicó sobre él mediante un sofisticado sistema de raíles. Se estima que tendrá una duración de más de cien años. El coste final de la estructura fue de 1500 millones de euros, financiado por el Banco Europeo de Reconstrucción y Desarrollo (BERD) junto a la colaboración de 28 países que aportaron 1.417 millones de euros y construido por la empresa francesa Novarka. La estructura está equipada con grúas controladas a distancia con el objetivo de ir desmontando la antigua estructura.
La nueva estructura permitirá desmantelar el sarcófago y extraer el material radiactivo. En 2023 se espera completar la destrucción de la vieja estructura, la tarea más delicada de todo el proyecto pues implica trabajar en el interior del reactor.

### Desplome del techo
El 12 de febrero de 2013, debido al peso de la nieve, parte del techo de la estructura cayó sobre la sección de turbinas.

## En la cultura popular
- En 1986, la popular banda de rock argentino, Patricio Rey y sus Redonditos de Ricota, incluyó, en el poemario de la versión en vivo de la canción Ji ji ji, del álbum Oktubre, referencias al accidente. Su autor, Carlos Indio Solari, lo hace a partir de la creación de un personaje de ficción (Olga Sudorova) que, se infiere, es víctima de las consecuencias inmediatas del siniestro: «Olga Sudorova. ¡Vodka de Chernóbil! Pobre la Olga: crepó», relata la letra.[108]
- En 1987, al año siguiente del accidente, el estadounidense Frederik Pohl publicó su novela Chernobyl, traducida el español ese mismo año por Rafael Marín, basada en los hechos reales de la catástrofe.[109]
- En 1996, el cantautor guatemalteco Ricardo Arjona en su canción " El Noticiero" hace referencia en una de sus estrofas a este lugar.
- En 1997, la escritora bielorrusa Svetlana Aleksiévich, (posteriormente Premio Nobel de Literatura en 2015 por esa obra), publicó Voces de Chernóbil, un libro de estilo documental que recoge testimonios de personas afectados de manera directa e indirecta por el estrago.
- En 2007, se estrena el primer videojuego de rol y supervivencia de la saga STALKER, S.T.A.L.K.E.R.: Shadow of Chernobyl. La obra, desarrollada por GSC Game World, halla su inspiración en el incidente de Chernóbil, en la película Stalker (1979) de Andréi Tarkovski y la novela Pícnic extraterrestre (Пикник на обочине) (1972) de Arkadi y Borís Strugatski, anteriores al accidente, mezclando cada una de las premisas y conceptos para dar lugar a su propia ambientación e historia. El videojuego transcurre en una amplía zona que comprende tanto la planta de Chernóbil, como la ciudad de Prípiat y sus alrededores.
- En 2011, la película Transformers: el lado oscuro de la luna, el accidente de Chernóbil fue a causa de una parte de un motor del Arca, nave estrellada en la década de los 60, no por un accidente humano.
- En 2016, apareció la adaptación cinematográfica del libro de Aleksiévich, dirigida por Pol Cruchten, titulada "La Supplication (Voices from Chernobyl)",[110] obra que conserva el estilo documental a través de la narración de testimonios de los sobrevivientes de la catástrofe.
- En 2019, el canal HBO emitió una miniserie en cinco capítulos titulada Chernobyl, reconstruyendo los hechos que se sucedieron desde el momento de la explosión, a través de las acciones de dos personajes históricos, Valeri Legásov y Borís Shcherbina.[111] El primero fue un científico soviético que integró el comité de investigación del accidente de Chernóbil, alertando desde un primer momento sobre la extrema gravedad del asunto y tomando las decisiones técnicas sobre el terreno para contener la expansión del desastre atómico. El segundo, fue un alto dirigente político soviético que tuvo a su cargo en el terreno las decisiones políticas, para contener la catástrofe. Ambos murieron en el lustro siguiente, como consecuencia del accidente.[112][113] El tercer papel protagónico de la serie corresponde a una científica bielorrusa llamada Uliana Khomyuk, que no existió como tal, pero que sintetiza la actuación en el terreno de muchos científicos, muchos de los cuales también murieron en los años inmediatos como consecuencia de la radiación.[111] El papel del bombero Vasili Ignatenko, también corresponde a una persona real, fallecida como consecuencia de la radiación, cuya memoria es tomada a partir del relato de su esposa.[111]
- En 2019 , En la serie de Fox 9-1-1 , en el episodio 9 de la tercera temporada se menciona el accidente de Chernóbil , cuando se incendia un camión con Cobalto y Magnesio
- En 2021 se estrenó la película rusa Chernóbil, la que tiene como protagonistas a los bomberos que acudieron al accidente.